# Індонезійська кухня

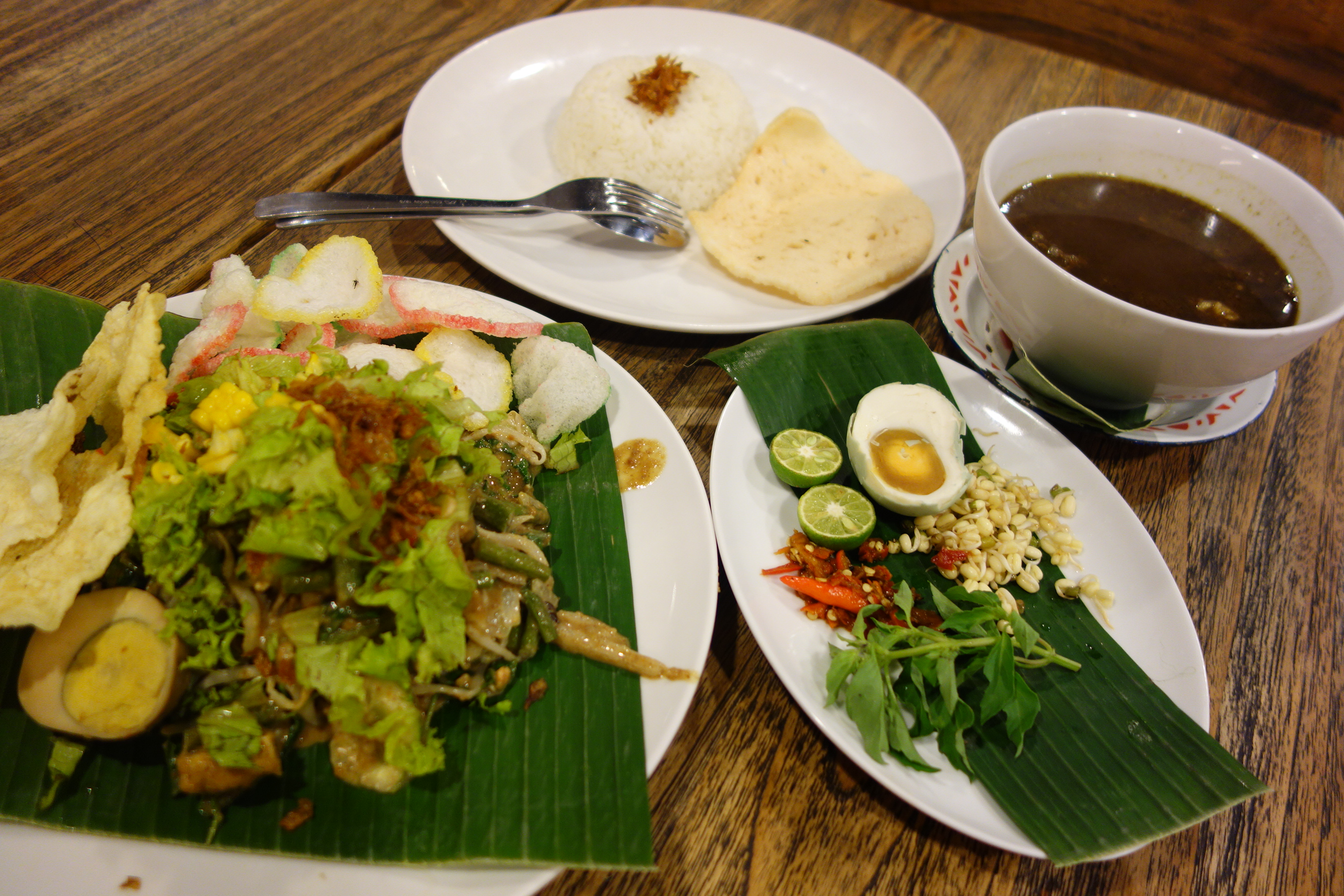
Страви індонезійської кухні: овочевий салат гадо-гадо, суп равон, рис с пластиною крупука так лаук-паук — смакові добавки до рису та супу

Індонезійська кухня (індонез. Masakan Indonesia) — національні страви, поширені в державі Індонезія. Фактично являє собою поєднання регіональних (яванської, паданзької, перанаканської, балійської, суматранської, сулавеської) і етнічних (батакської, малайської, мінангкабауської, мінахасанської) кухонь з власними особливості, які водночас мають низки загальних характеристик. В кожній з цих кухонь присутні місцеві особливості, своєрідні «підкухні». Притаманне більше поширення курятина, риби та морепродуктів у порівняні з м'ясом.
На розвиток індонезійської кухні в значній мірі вплинули кулінарні традиції азійських та європейських держав, насамперед китайської (вок, локшина, соєвий соус), індійської, арабської, нідерландської,португальської кухонь, англійської. Також певного впливу зазнало з боку тайської, малайської кухонь.

## Загальне
Дуже пікантна, має багато специфічних смаків, спеції застосовуються по-особливому. Дивовижне суцвіття ароматів і спецій створює характер цієї кухні. Відрізняється великою різноманітністю. Кулінарні традиції різних регіонів Індонезії мають значні особливості, зумовлені кліматичними і географічними факторами, релігійною приналежністю місцевого населення, ступенем його залученості до внутрішньонаціональних і міжнародних економічних, соціальних і культурних зв'язків.
Внаслідок процесу взаємозбагачення та поєднання стає так, що страви, які спочатку були властиві виключно певним народам або місцевостям, з часом набули загальнонаціональну популярність. Для більшості регіонів характерне значне переважання продуктів рослинного походження над продуктами тваринного походження.
Головною стравою для індонезійської кухня (так самої й для регіональних) є рис, також активно використовуються соя, кукурудза, касава, саго, батат, різні овочі і фрукти. Другими за популярністю є курятина, риба, морепродукти, м'ясо переважає лише в окремих місцевостях. Велику роль відіграють різні спеції, насамперед перець. В силу приналежності більшості індонезійців до ісламу, поширення продуктів і напоїв, табуйованих відповідно до канонів цієї релігії, досить обмежена.

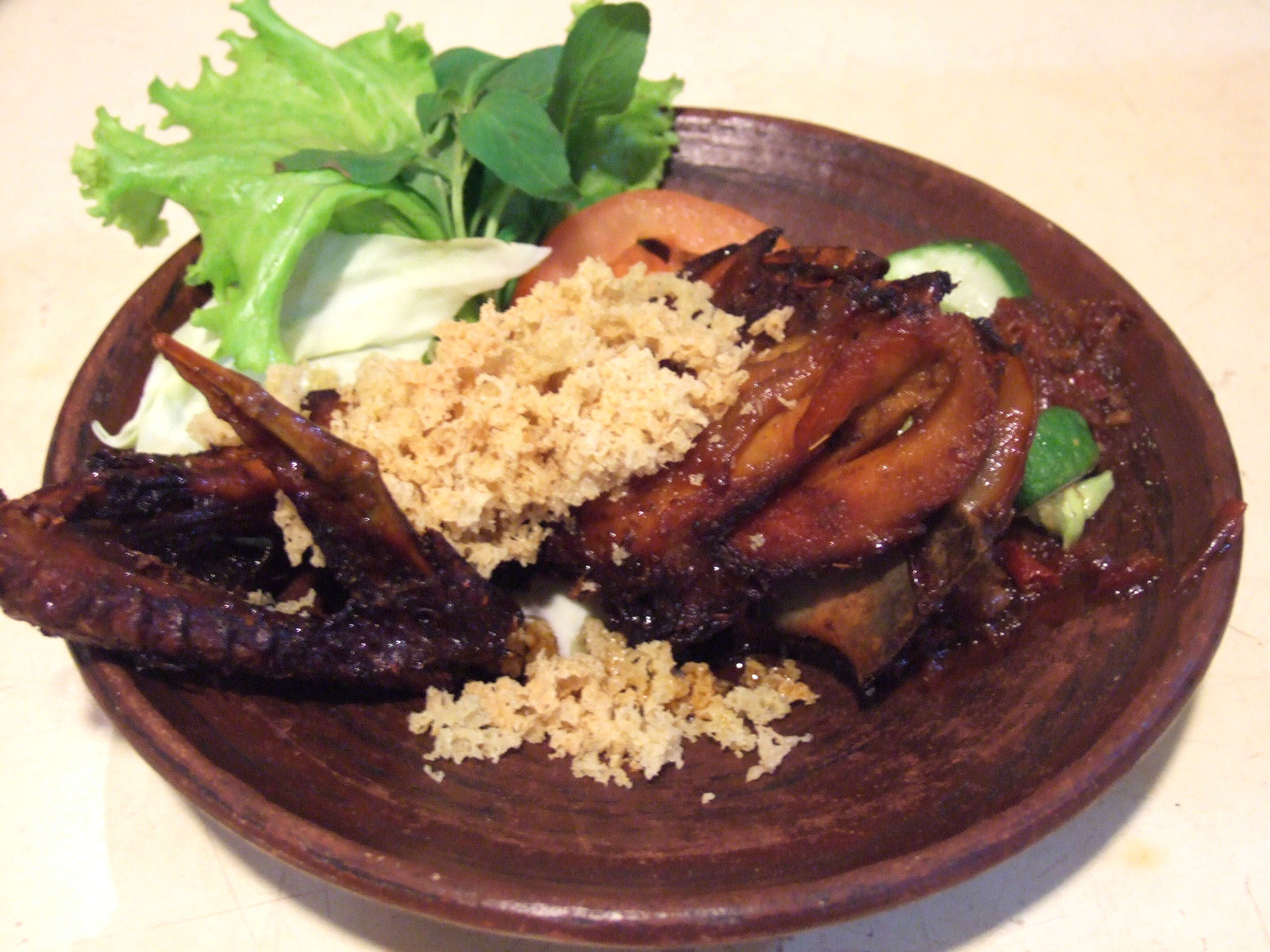
Аям-горенг з куркою

В індонезійській кухні застосовуються наступні кулінарні прийоми — «горенг» (смаження) — в невеликій кількості олії, або в глибокому смаженні з великою кількістю кулінарного масла; «туміс» (обсмажити), «сангре» (засмажка), «ребус» (варіння) і «кукус» (приготування на парі).
Застосовується «бакар» (гриль), який зазвичай використовує деревне вугілля, дрова або кокосову оболонку; «панганг» (запікання) зазвичай стосується випікання печі. Смаження відбувається на досить сильному вогні. Якщо потрібно повільне приготування (насамперед тушкування), застосовують невеличкий вогонь.
Більшість індонезійських страв називаються відповідно до їх основних інгредієнтів та способу приготування. Так, аям-горенг — айям (курка) і горенг (смаження), що означає смажену курку. Мей-горенг — «смажена локшина», ікан-бакар — «риба на грилі», удан-ребус — «варені креветки», бабі-пінганг — «смажена свинина».
На традиційній кухні в Індонезії «дапурі» присутня плита з дровами, але в сучасній — зазвичай газова або електрична плита. Кухонне начиння — «ваян» (вок), «пенгоренган» (пательня), «панчі» (казан), ножі, декілька видів ложок і виделки, «паратун» (подрібнювач), кобек і улекан (кам'яні ступка і пестик). Традиційно індонезійці користуються кам'яними ступкою і пестиком, щоб розтерти спеції та інгредієнти в грубі або витончені пасти. Сьогодні більшість домашніх господарств використовують блендер або кухонний комбайн для виконання цієї задачі.

## Продукти

### Крупи

#### Рис
Рис історично є головною продовольчою культурою для більшості індонезійців — виняток в цьому плані становить лише населення східних регіонів. У різних частинах країни вирощуються і споживаються в їжу його різні сорти. Як правило, рис подається до столу у вареному вигляді в формі досить щільної гірки і служить гарніром до інших страв.
Найчастіше — особливо серед малозабезпеченого населення — він значно переважає за обсягом над іншими стравами. Останні в такому випадку нерідко перетворюються в невеличкі доповнення до рису, що подаються з ним на одній тарілці: ці доповнення на Яві і в багатьох інших місцевостях мають узагальнювальну назву «лаук-паук». Популярністю серед небагатого населення користується місцевий варіант рисового фаст-фуду — насі-кучинг, порція вареного рису зі лаук-пауком, що подається в пакетику з пальмового листа.
Крім різних форм приготування рису в чистому вигляді, в багатьох регіонах Індонезії широко практикується приготування різних багатокомпонентних страв на його основі. Найпоширенішими з них є насі-горенг, що має численні місцеві варіації — подобу плову з начинкою з курятини, креветок, м'яса, риби, омлету, цибулі, перцю, тофу, темпе й інших продуктів. Традиційна подача цієї страви передбачає розташування на ньому зверху яєчні з одного яйця, а поруч на тарілці — декількох паличок мініатюрних шашличків сате і пластинок крупука.
Широке поширення в різних регіонах отримало приготування щільних брикетів з клейкого рису в оболонці з бананового листа: лонтонг і кетупат. Перший, виготовлений в довгастому рулоні з цілісного бананового листя, має форму ковбаски; інший — обертається перед варінням обплетенням із вузьких смужок пальмового листа, має форму прямокутника.
Лонтонг є частим елементом повсякденного їжі і подається до багатьох традиційних страв, фактично виконуючи при цьому гарніру, хліба або кнедликів: їм заїдають основну страву або макають в соуси і підливи. Нерідко він стає складовою частиною різних складних страв — в цьому випадку його ріжуть кільцями і змішують з іншими складниками.
Кетупат подається таким же чином і може також слугувати звичайною повсякденною стравою, також є невід'ємною частиною святкового столу. насамперед під час мусульманського свята Ідуль-Фітрі (аналог Урази-Байрам). У багатьох місцевостях, наприклад, на південному узбережжі Яви, він сприймається виключно як частування, що подається при розговіння після посту і протягом кількох наступних святкових днів. Там його виготовлення і вживання в звичайні дні не практикується.

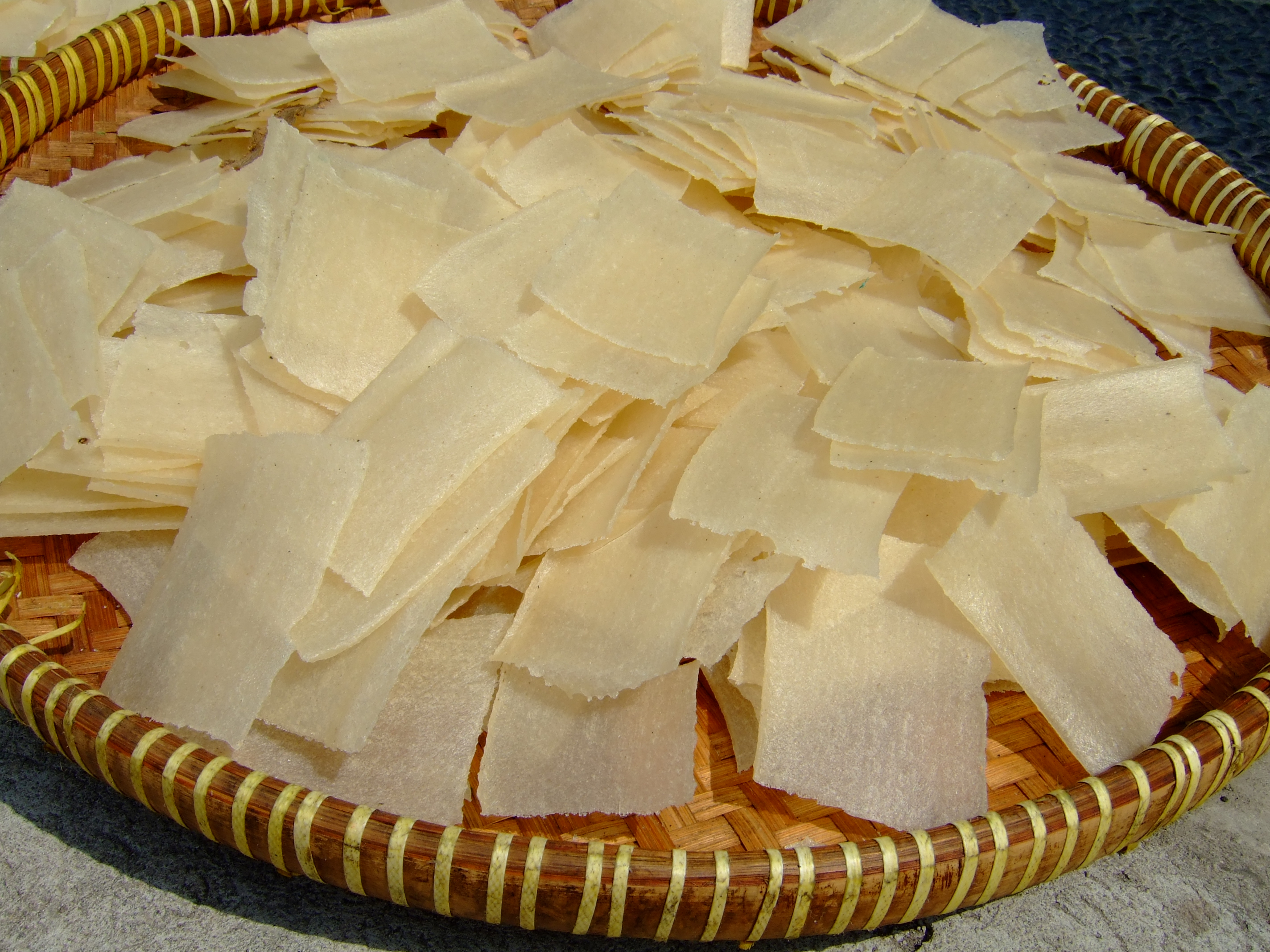
Крупук
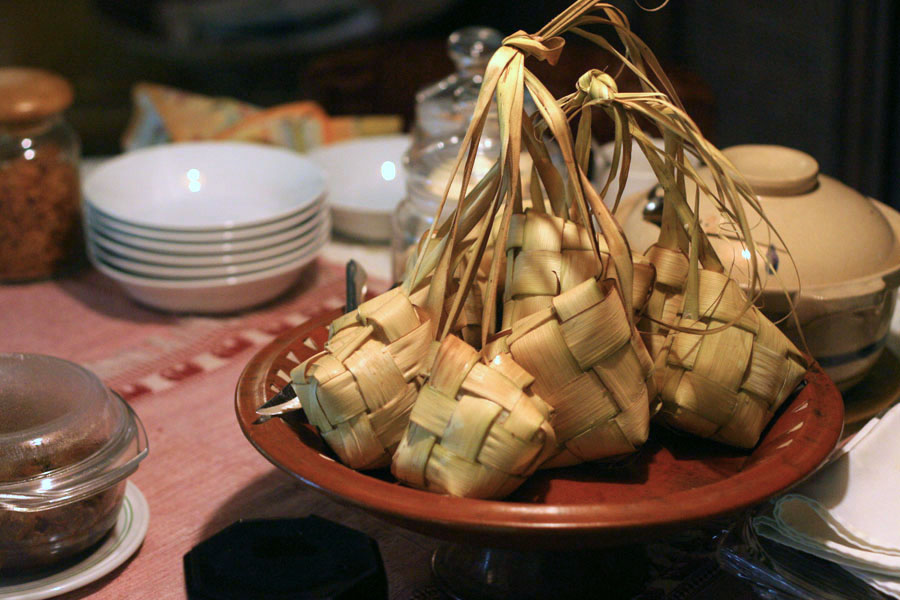
Кетупат

#### Пшениця
Пшениця набула поширення завдяки китайцям та нідерландцям. Тепер її часто застосовують при приготуванні китайської локшини, індійської роті та голландського хліба. На Яві та Суматрі, де рисова культура є найпоширенішою, іноді такі страви з пшениці, як локшина, розглядаються як гарніри і споживаються рисом, тоді як інші, такі як китайські булочки та ютяо, розглядаються як закуски. Європейці, особливо португальці та голландці, впровадили пшеничний хліб та різноманітні хлібобулочні вироби та тістечка.
Індонезійське споживання пшениці отримало зростання у 1970-х роках після появі в країні локшини швидкого приготування. З тих пір Індонезія стала одним з найбільших світових виробників та споживачів швидкої локшини з пшеничного борошна.

### М'ясо і птиця
Курятина поширена практично повсюдно і для значної частини індонезійців є основним тваринам продуктом. М'ясо іншої свійської птиці — качок, мускусних качок, голубів вживається набагато рідше. Використання м'яса для приготування страв поширено в місцях інтенсивного скотарства, насамперед це стосується Західної та Північної Суматри. Найбільш широко з усіх видів м'яса використовуються козлятина і баранина. Яловичина поширена в меншій мірі. Свинина табуйована для більшості населення країни, яке сповідує іслам, проте активно вживається в перанаканській кухні, а також в кухнях немусульманських народів на Балі, Північній Суматрі, у багатьох районах Сулавесі і Молуккських островів, а також на західній частині Нової Гвінеї. В останньому з цих регіонів вона є практично єдиним видом м'яса в раціоні корінного населення — папуасів.
В їжу в різних регіонах вживається м'ясо диких тварин, змій, черепах, великих кажанів з сімейства криланових, а також собак і мавп. Страви з кажанів користуються певною популярністю в різних районах Яви, з собачатини — на Яві та Малих Зондських островах.
Птиця та м'ясо подаються в смаженому вигляді або ж, подрібнені, домішуються до складних страв з того ж рису, локшини або овочів. Крім того, готується в різних видах соусів або підливок, в бамбуці та на рожні. Також вони служать основою для багатьох супів.

### Риба
Споживання риби та морепродуктів поширено на Малих Зондських островах, особливо на Сулавесі. Найбільше в їжу вживаються різні види риб, що відносяться до родини скумбрієвих (насамперед декілька видів тунців, макрелів, ваху), брамових, молочну рибу, анчоусових, ставридових, мечорилих, акул, скатів, сиганів, груперів, луціанів. Найпопулярнішими морепродуктами є креветки і кальмари, а також каракатиці, краби. У внутрішніх районах в їжу активно використовується прісноводна риба, канальний сом, тілапія, короп, гурамі. Остання користується особливо великою популярністю в яванській кухні.
Риба і морепродукти подаються в смаженому вигляді або ж, подрібнені, домішуються до складних страв з того ж рису, локшини або овочів. Також вони служать основою для багатьох супів. Риба часто засмажується цілком на грилі, іноді в'ялиться або засолюється.

### Овочі та фрукти
Скрізь в Індонезії споживають різноманітні овочі. До числа найпоширеніших відносяться капуста (білокачанна, пекінська, цвітна), помідор, огірок, картопля, батат, маніок, ріпчаста цибуля, морква, баклажан, кабачок, квасоля, редька, шпинат.
Овочі, в залежності від їх видів, готуються по-різному — варяться, смажаться, квасяться, сушаться або споживаються в сирому вигляді. Цілі овочі до столу подаються рідко, зазвичай при приготуванні вони ріжуться на шматки або шинкуються.
Фрукти є невід'ємною складовою індонезійської кухні. Найбільше споживаються банан, манго, ананас, апельсин, папая, салак, дуріан, рамбутан, джекфрут, кокос, диня. Зазвичай їх вживаються в їжу в натуральному вигляді. Популярним є руджак — на кшталт фруктового салату, до якого зазвичай додають манго, папаю, диню, ананас, цитрусові, м'якоть молодого кокоса. Нарізані і змішані плоди часто посипаються перцем, цукром, кунжутним насінням, подрібненим арахісом, поливаються сиропом, фруктовим соком, кокосовим молоком або солодким соєвим соусом.
На Яві великою популярністю користується гудег — м'якоть молодого джекфрута, тушкована в кокосовому молоці зі спеціями. Крім того, м'якоть джекфрута, плодів хлібного дерева, банани і деякі інші фрукти часто смажаться в особливому солодкому клярі. Фруктами практично будь-яких видів часто начиняється або прикрашається різна солодка випічка.

### Комахи
Вживання комах популярні лише в окремих регіональних кухнях. На Яві займаються виловлюванням, розведенням та продажем певних видів комах, які зазвичай продаються свіжими або живими, наче домашня птиця. Так, споживають коників, цвіркунів, термітів, личинки саго-пальмового довгоносика і бджоли.
На Яві та Калімантані коники та цвіркуни, як правило, порізані і обсмажені в пальмовій олії, як хрусткі закуски крипік. Невеличкі коники, цвіркуни і терміти додаються до ремпейєку. Під час сезону дощів відбувається вилов літаючих термітів, яких розглядають як додаткову закуску з багатим білком. У Баньювангі (Східна Ява) є спеціальна страва боток-тавон (бджола-боток), яке являє собою вулики, в яких містяться личинки бджіл, приправлені в подрібненому кокосі та спеціях, загорнуті в бананове листям. Усі це готується на парі.
Даякські племена Калімантану, папуаси споживають «улат-сагу» (сагова гусениця) або личинки саго-пальмового довгоносика. Багаті на білки личинки вважаються делікатесом в Папуа, і часто їх смажать або вживають сирими.

### Прянощі й спеції
Використовуються різні види перців, часник, імбир, тамаринд, мускатний горіх, гвоздика, кориця, калган, лимонне сорго, куркума, шафран, калган малий, тунг молуккський, пандан, келуак, листя і плоди кафрського лайму. Суміш різних спецій називається бумбу (існують різноманітні варіанти).
Особливою популярністю користуються червоний перець (його було завезено іспанцями та португальцями з Південної Америки), перець кубеба, чорний, довгий перці. Червоний перець використовується для приготування різних підлив і соусів для смаження і тушкування, додається в подрібненому вигляді до різних страв на основі рису, локшини, овочів, м'яса.

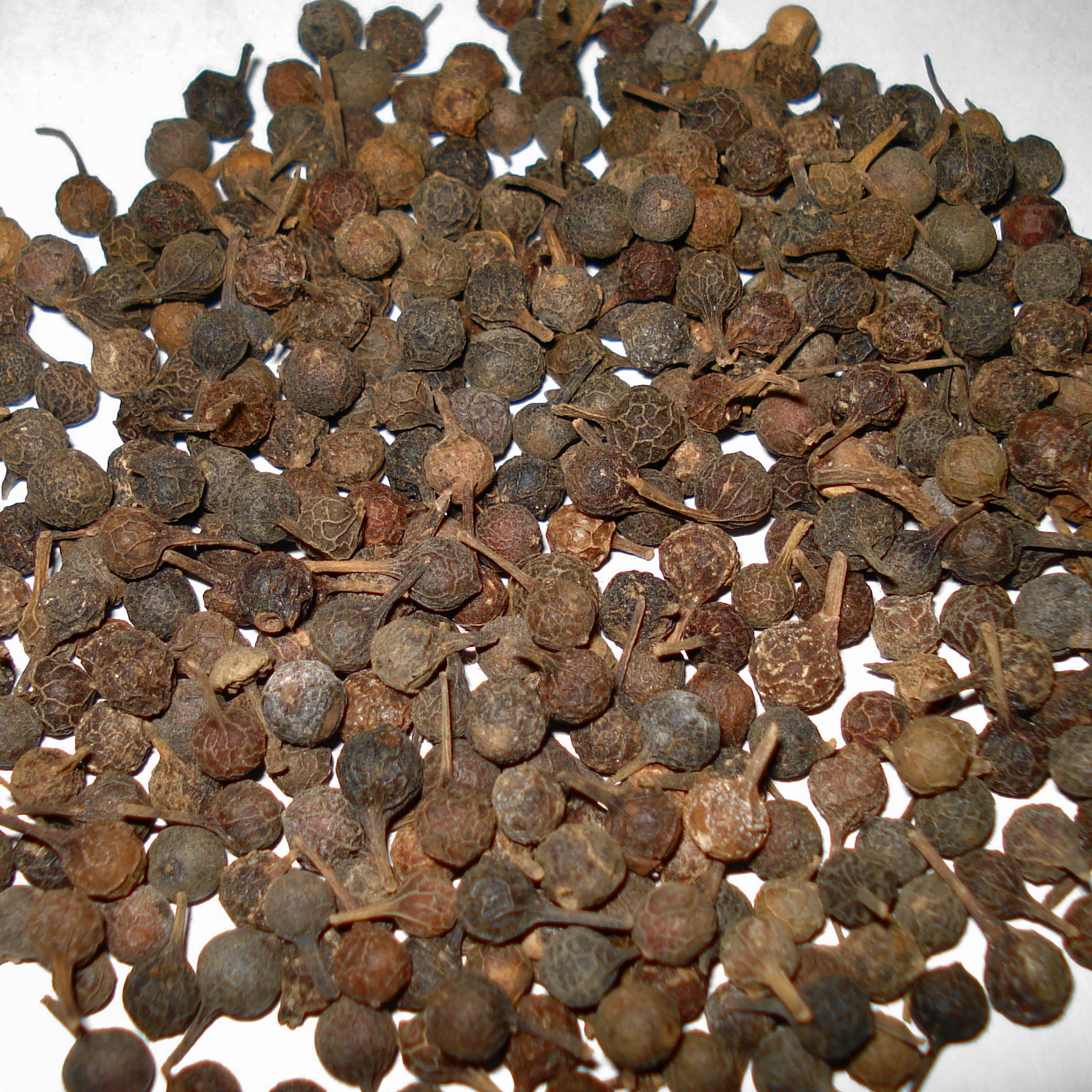
Перець кубеба
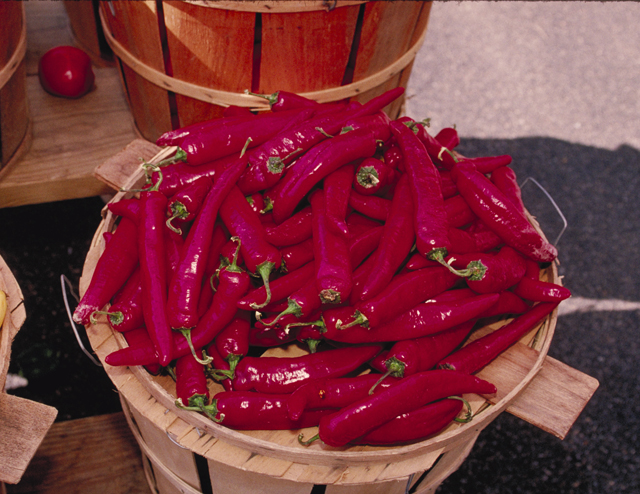
Червоний перець
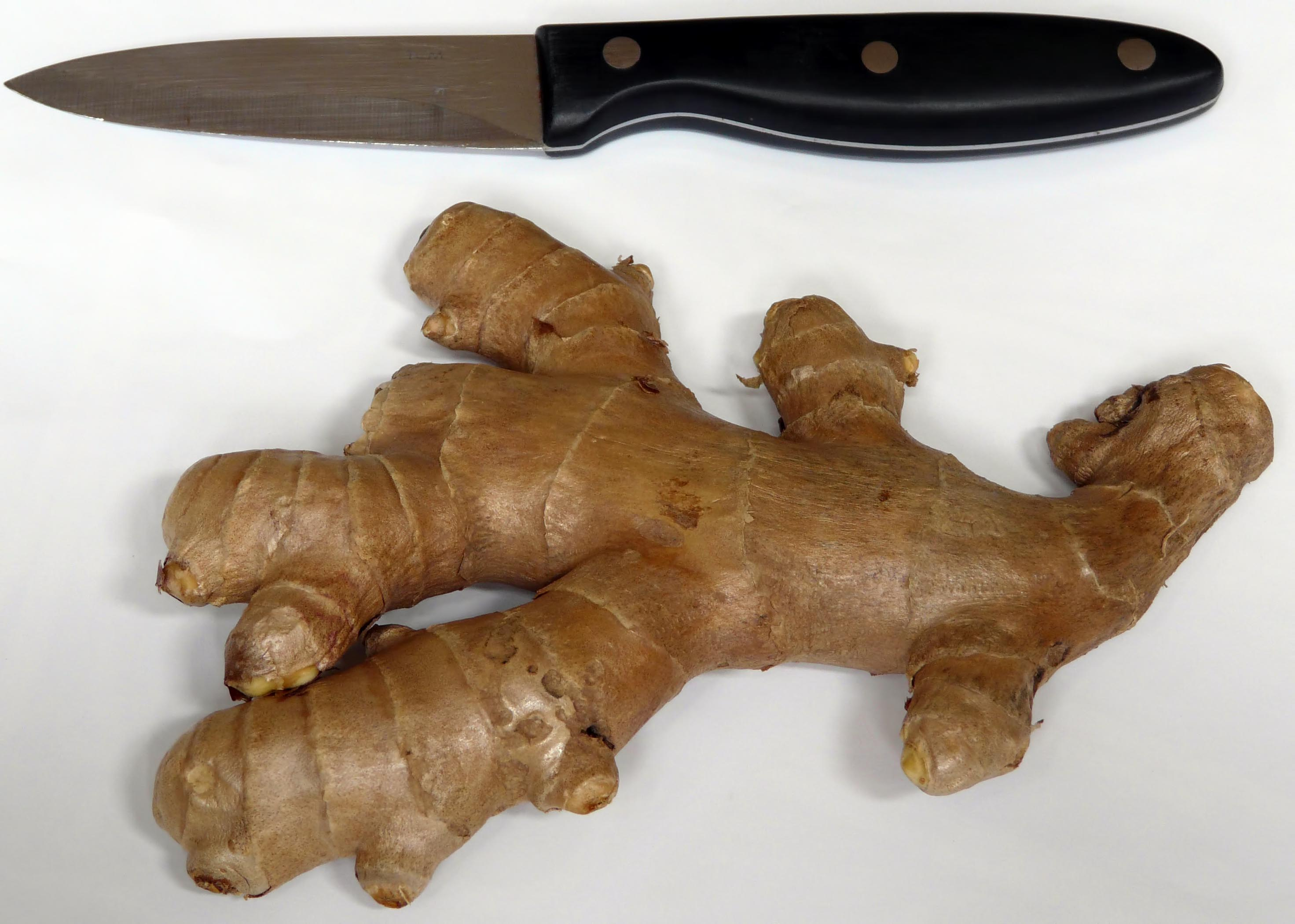
Імбир
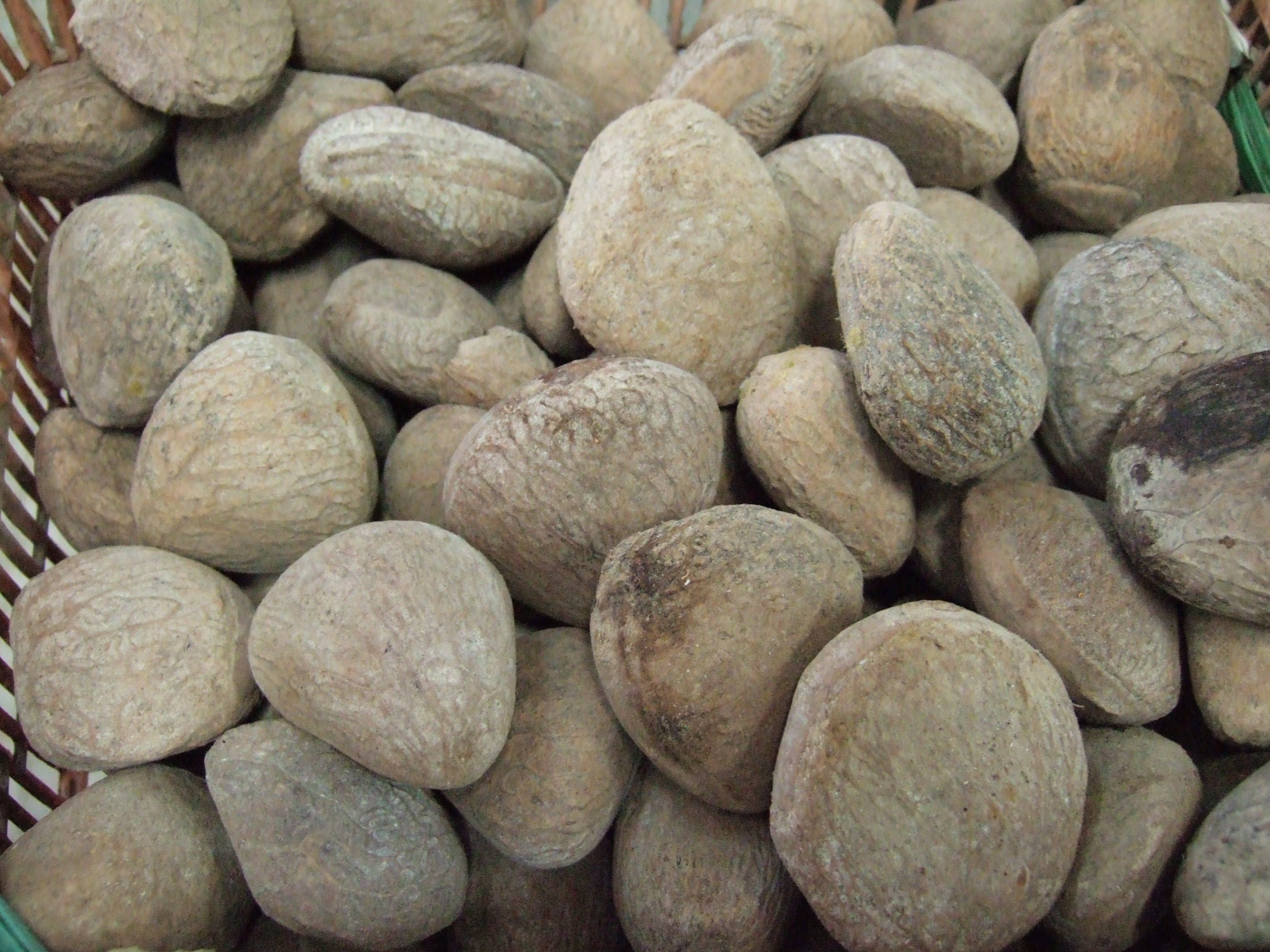
Келуак
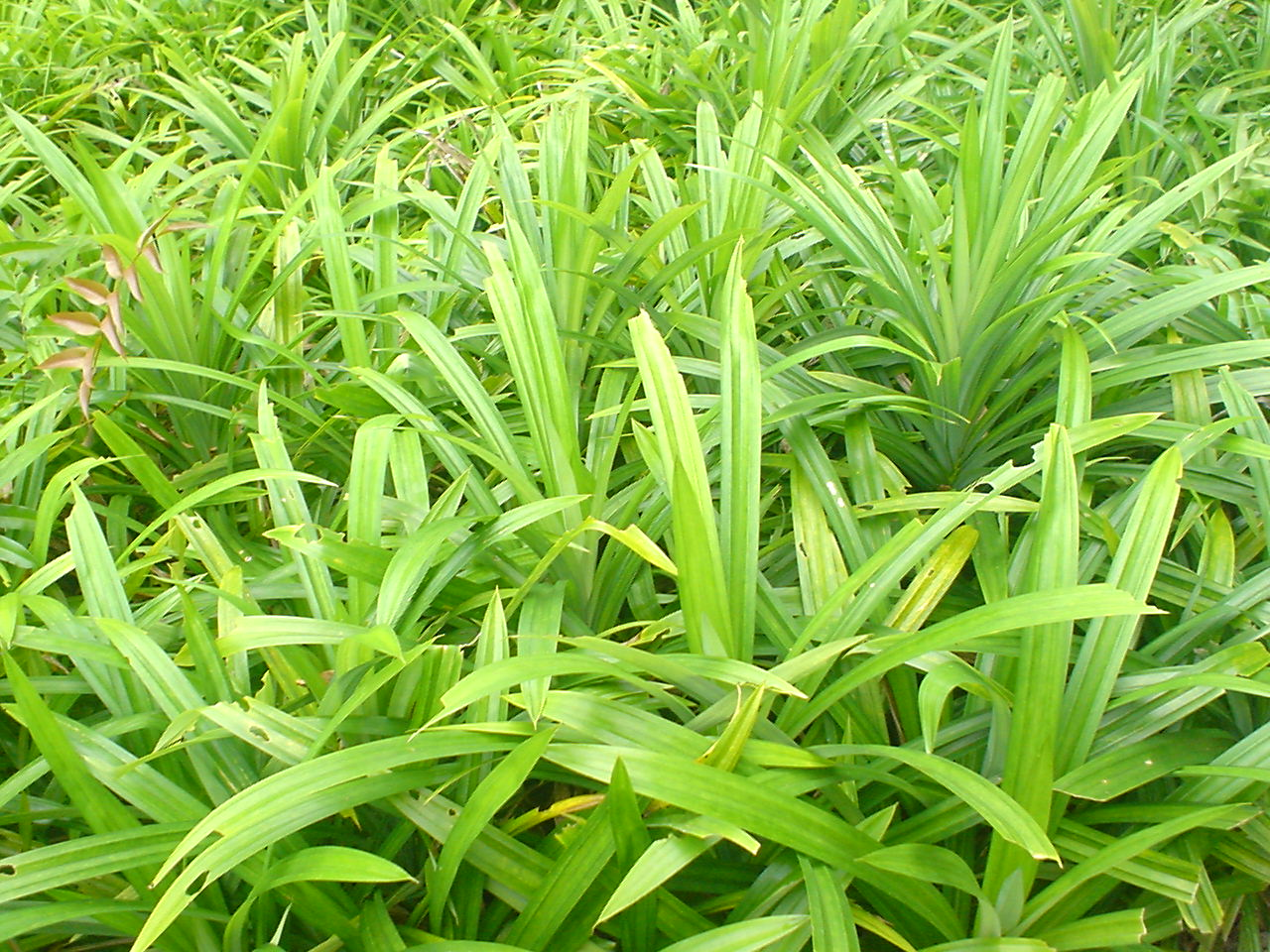
Пандан запашний
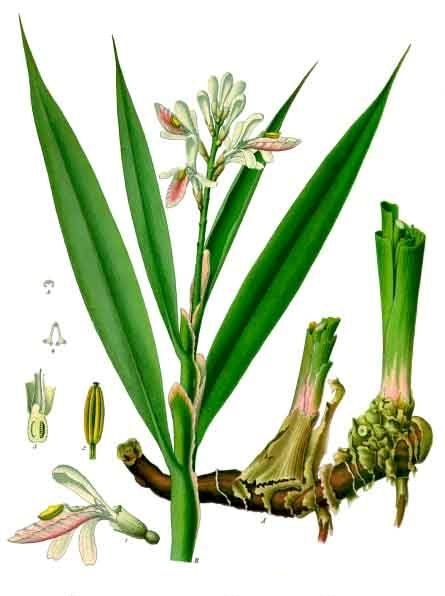
Калган малий
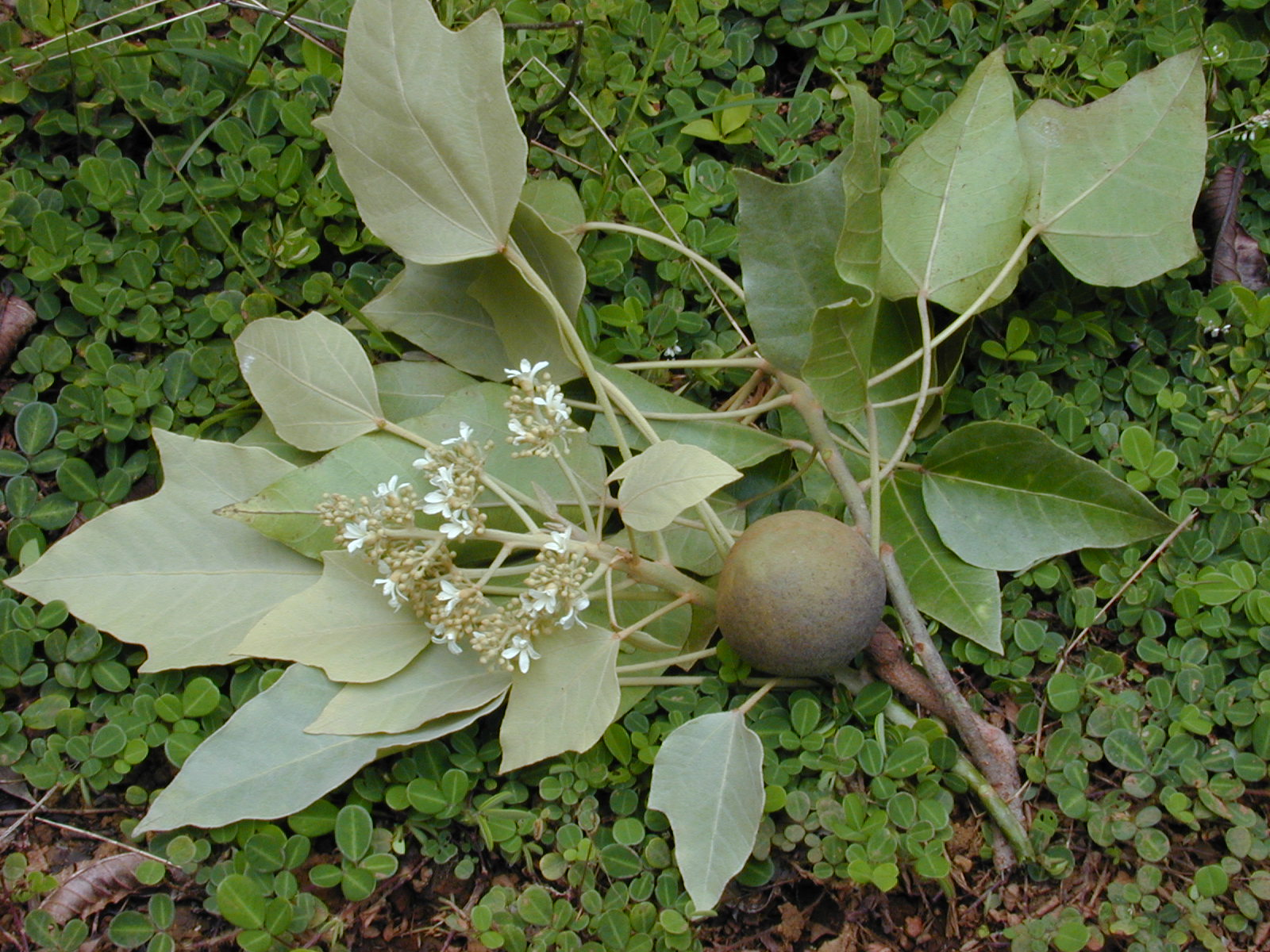
Тунг молуккський

## Страви

### Хліб
Хліб не притаманний класичній індонезійській кухні. Став поширюватися лише в XX—XXI століттях як продукт промислового виробництва, що реалізується в продовольчих магазинах всіх рівнів. Назва «хліб» (роті) поширюється також на різні здобні борошняні вироби з начинкою — пироги, кекси. Досить широкою популярністю в країні користується роті-боян (бавеанський роті чи хліб)) — круглий або довгастий пиріг з овочевою начинкою, що є особливістю острова Бавеан.

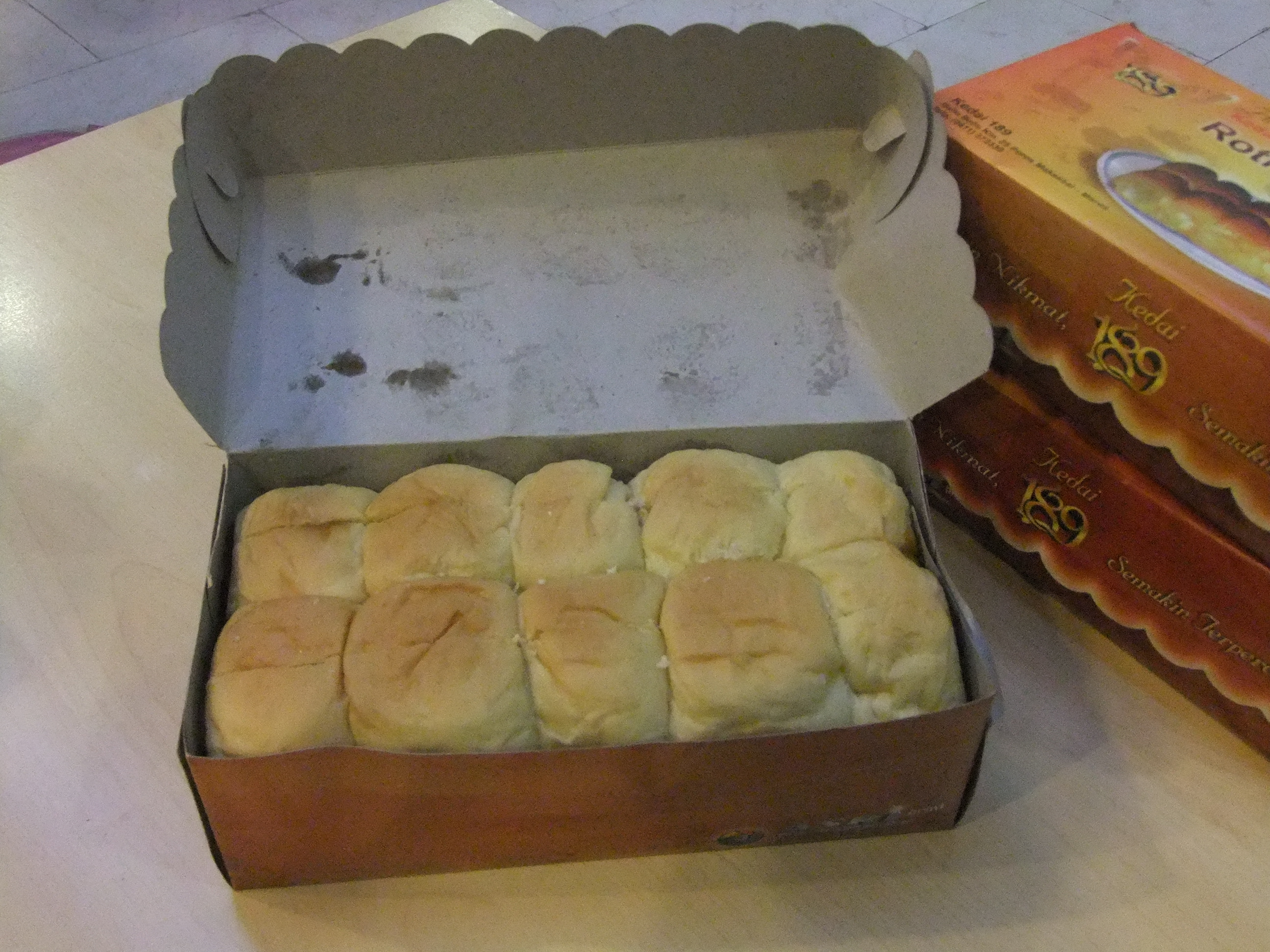
Роті

### Соуси
З протертого червоного перцю готується самбал — густий пастоподібний соус, популярний в індонезійській кухні. У нього можуть додаватися різні додаткові складники, зокрема, сіль, цукор, томат, сік лайма, тертий часник, цибулю або тамаринд. Самбал подається до безлічі всіляких готових страв — від рису до супів. Крім того, деякі види м'ясних, рибних і овочевих страв смажаться в самбаламі і часто називаються відповідним чином.
Також широко вживається соєвий соус. В індонезійській кухні існує кілька його видів: солонуватий варіант — «кечап-асінхрон», солодкуватий на смак і з густішою за консистенцією «кечап-маніс», який виготовляється із застосуванням пальмового цукру і може мати кілька градацій солодощі та густоти. Солоний і солодкий соєві соуси подаються до готових страв, а також можуть використовуватися при смаженні і тушкуванні. При цьому в обох випадках до них часто додається самбал, розчавлений часник, інші спеції.
Також досить популярний, перш за все в яванській кухні, арахісовий соус (печель). Він має кілька видів, однак основою його незмінно служить подрібнений арахіс, смажений в арахісовій олії. При смаженні в арахісову масу додається соєвий соус або кокосове молоко, сік лайма чи лимона, часто кокосовий або пальмовий цукор, часник, гострий перець і інші спеції, іноді подрібнена ріпчаста цибуля. У готовому вигляді соус являє собою досить густу рідину, що має різні відтінки коричневого кольору. Арахісовий соус часто подається до сате і деяких інших смажених страв, їм рясно заправляється гадо-гадо.
Трохи менш широко використовується соус, що готується на основі оцту з різними додатковими складниками — цукром, тамариндом, часником, перцем, імбиром, м'якоттю або соком лайма. Подається головним чином до різних страв з риби і морепродуктів, насамперед пемпек і отак-отак.
Великою популярністю, особливо на Яві, в якості приправи користується креветкова паста терасі — рясна, насичена маса темного кольору, що готується шляхом ферментації подрібнених сушених креветок. Її подають до деяких супів, страв з рису, локшини, риби, овочів, а також додають до соєвого соусу і самбалу.

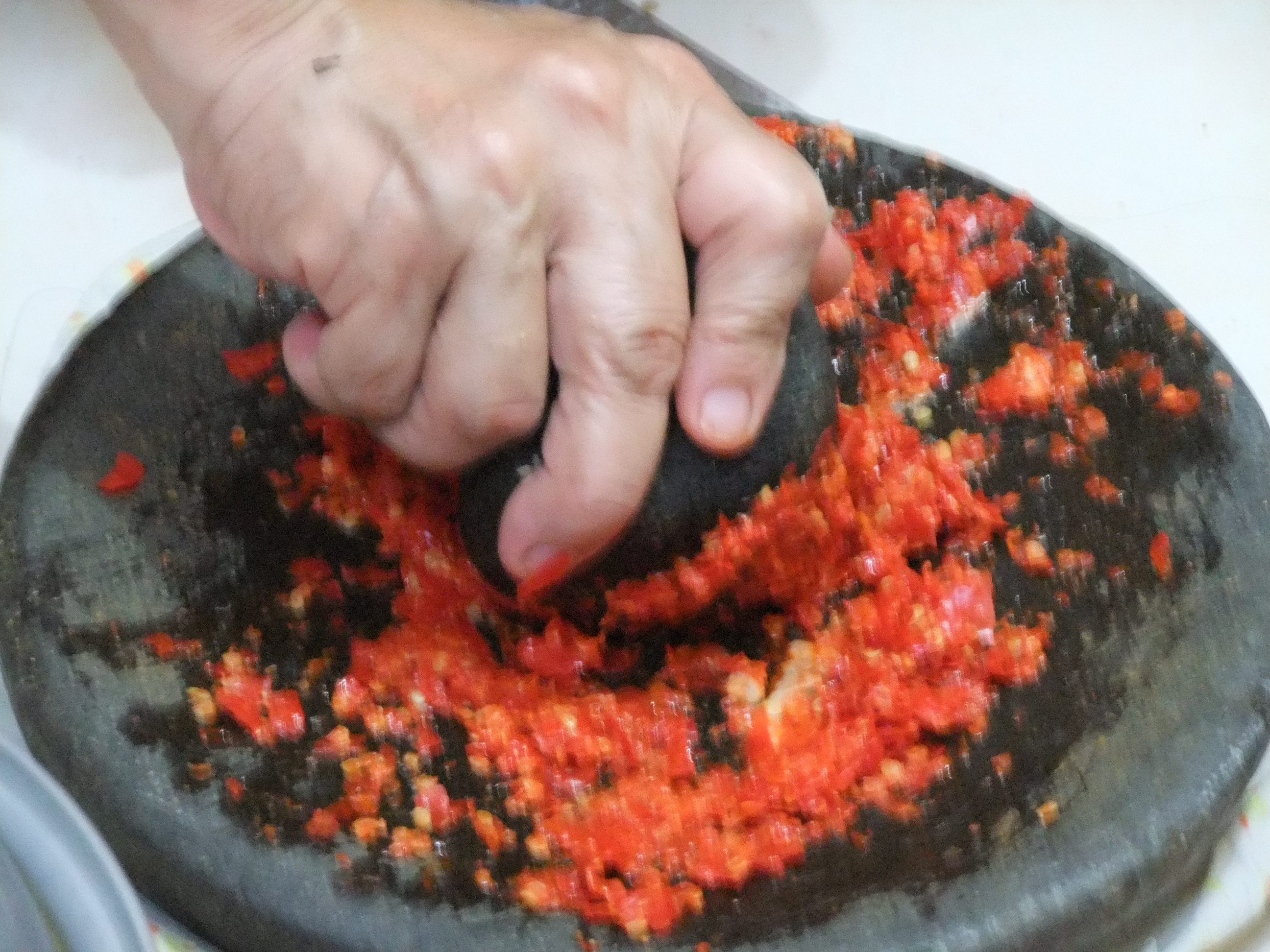
Самбал
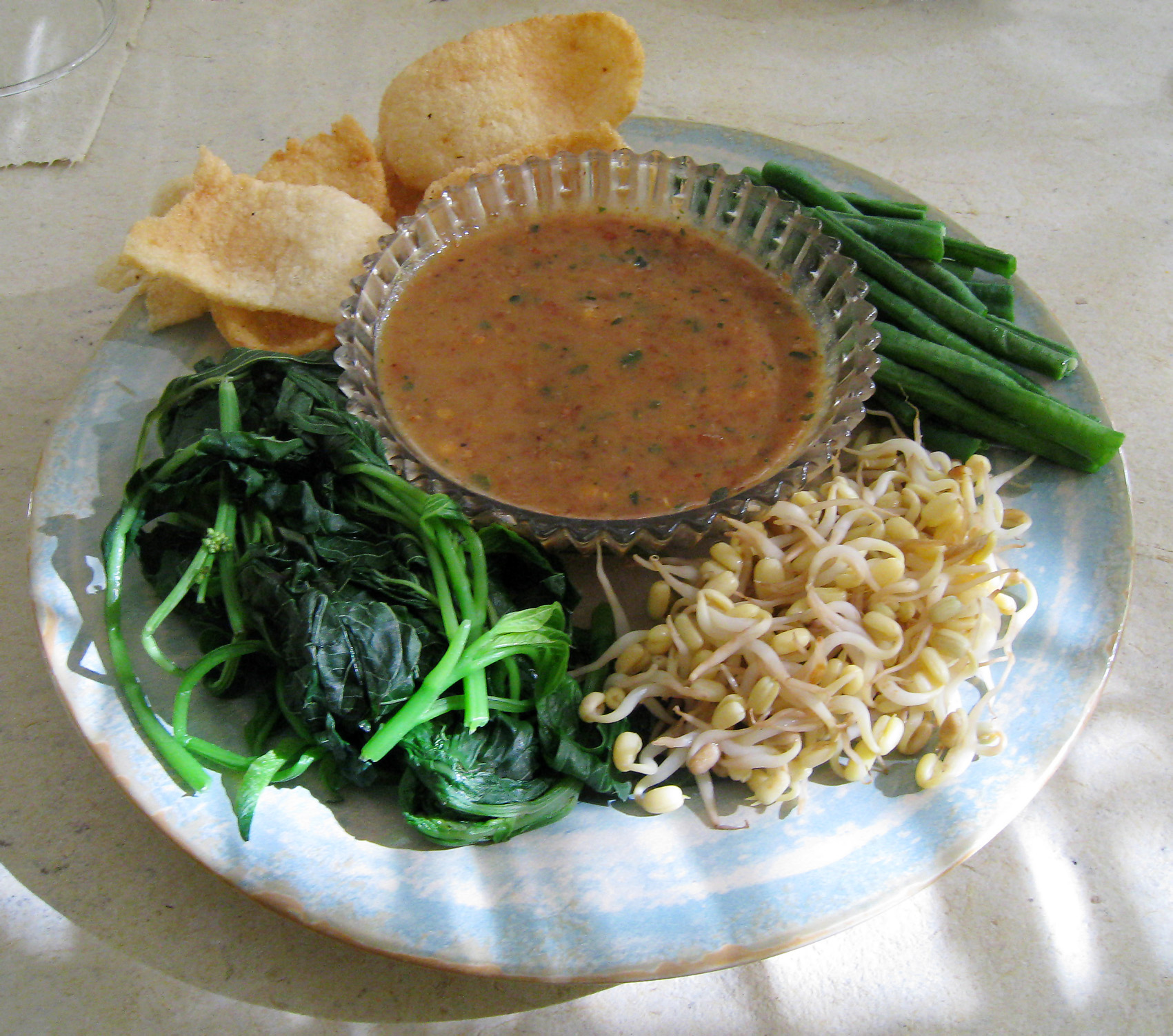
Арахісовий соус
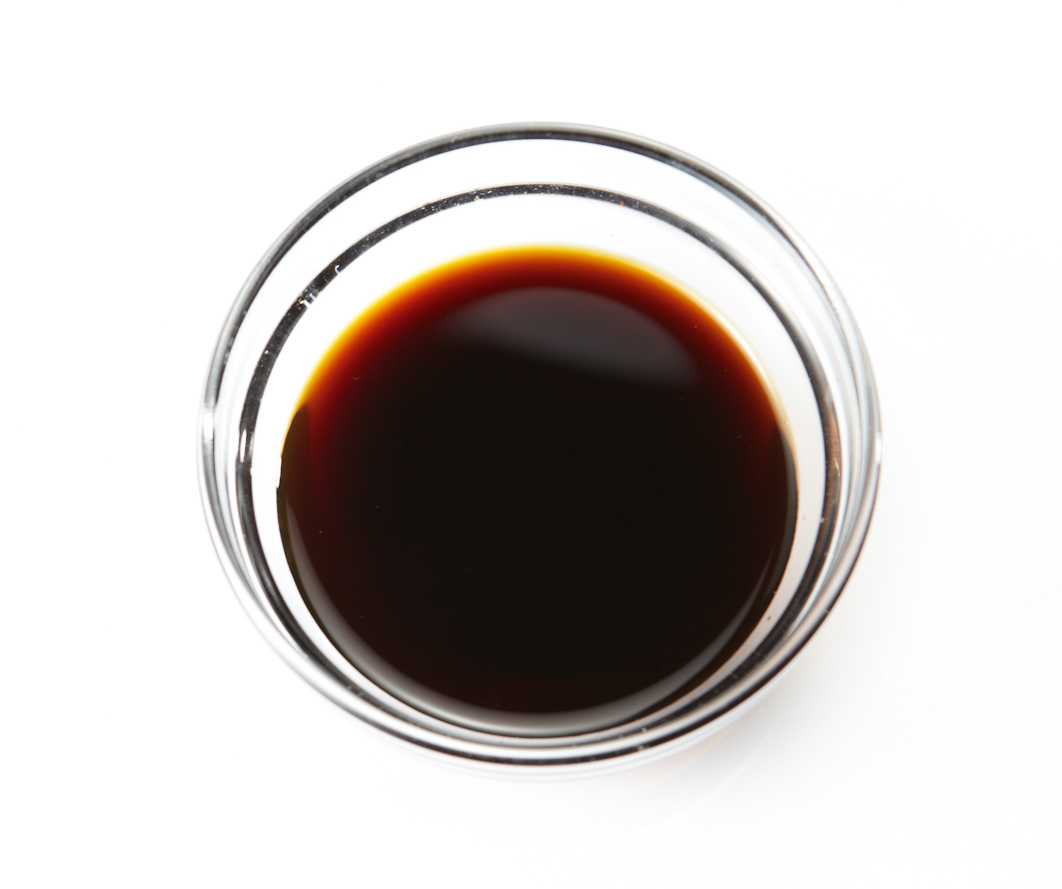
Соєвий соус
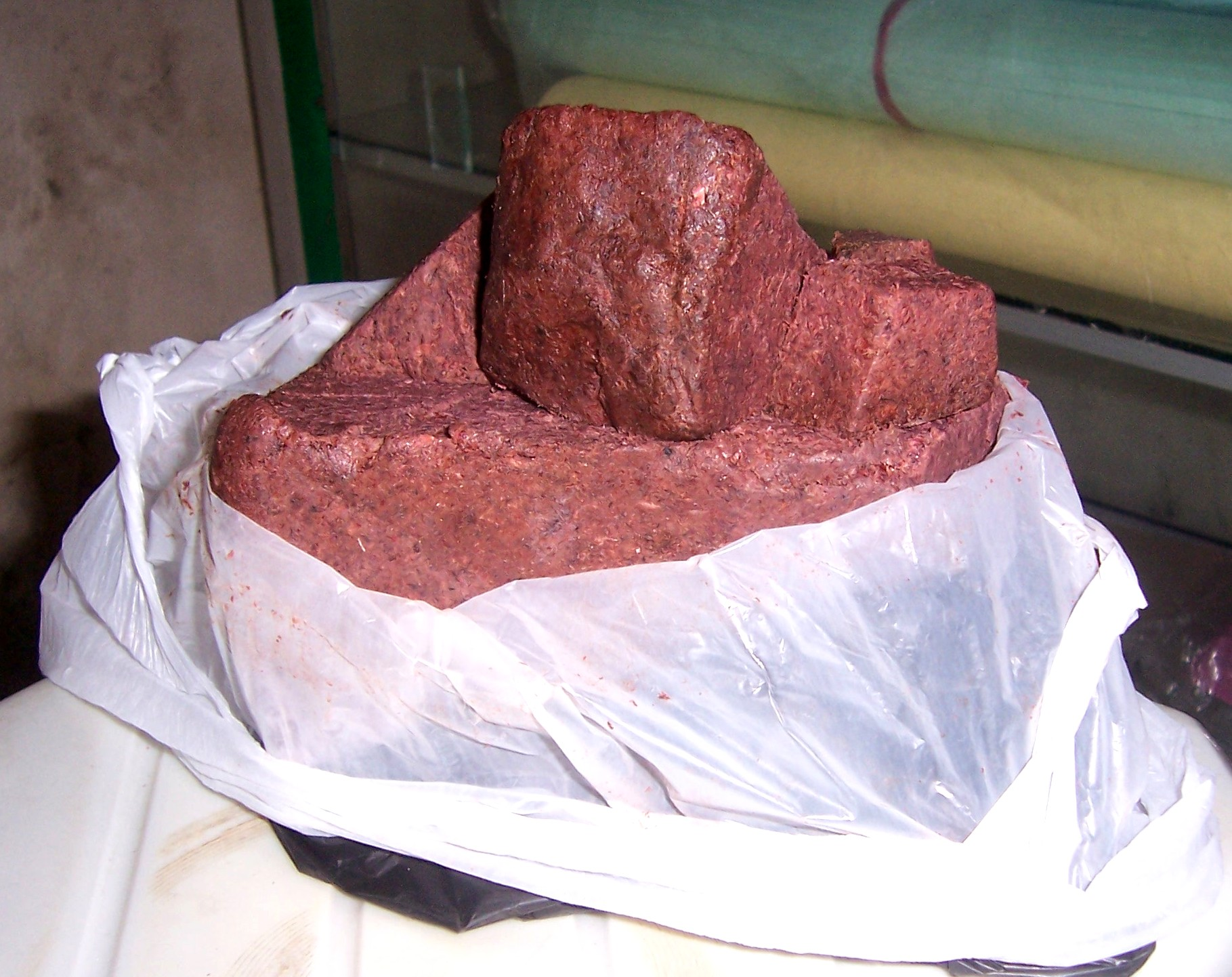
Паста терасі

### Закуски
Найпоширенішою закускою, що вживають скрізь є крупук. Це своєрідні індонезійські чипси, виготовлені з крохмалю, рисового, пшеничного, сагового борошна, тапіоки, подрібнених сушених морепродуктів, риби, овочів або сухофруктів. Ці та інші вихідні продукти можуть використовуватися в чистому вигляді або ж змішуватися в різних пропорціях. Найпоширеніші рисовий і креветковий крупук. При цьому окремі різновиди можуть мати власні назви. Крупу дрібних розмірів зазвичай називається «кріпік» — може готуватися з усіх тих же продуктів, що і звичайний, проте частіше буває фруктовим або овочевим. Крупук з додаванням тертого або подрібненого арахісу називається «ремпейєк», крупук, приготований з тертого горіха мелінжо — «епмінг».
Виготовляється кустарним і промисловим способом і надходить у продаж як готовим, так і у вигляді ще не обсмажених сухих заготовок. Вживається в їжу сам по собі, як легка закуска, або за основними стравами як хліб. При цьому його часто маку в різні соуси, великими опуклими пластинками крупука іноді черпають рідкі або розсипчасті страви наче ложкою.
Популярною закускою або додатком до основної страви, особливо в яванской кухні, є мариновані овочі ачар, а також овочі, зварені в м'ясному бульйоні з додаванням великої кількості тамаринда, перцю та інших спецій — саюр-асем. Перші готуються з огірків, моркви і цибулі, другі — з чайота їстівного, кукурудзи, квасолі, арахісу і горіхів мелінжо. Саюр-асем також готують з джекфруту і білімбі, які проварюються в м'ясному бульйоні з додаванням тамаринда, перцю, різних прянощів, солі і цукру. У цьому виді вони подаються в якості легкої закуски або доповнення до основних страв.
Поширені змішані страви з нарізаних сирих або варених овочів різних видів на кшталт салатів. У яванській кухні (звідси набули популярності загалом в індонезійській кухні) вони називаються гадо-гадо. Об'єднувальним елементом для всіх видів гадо-гадо є арахісовий соус, яким вони рясно заправляються. Такі овочі, як картопля, батат, маніок, кабачки, баклажани, квасоля, вживаються в гадо-гадо у вареному вигляді; моркву, капусту, шпинат, цибулю можуть використовувати як у вареному, так і в сирому вигляді; помідори, огірки, листовий салат і зелень — в сирому. Крім овочів в гадо-гадо часто додаються варені яйця, тофу, темпе і крупук. Всі продукти нарізуються досить великими шматками. В низці місцевостей готуються аналогічні змішані овочеві страви під іншими назвами — «каредок», «печел», і ноді в їх відношенні вживається європейська назва «салат».
Стравою, яка готується з рубаної риби або морепродуктів, є отак-отак. Фарш в цьому випадку розводиться кокосовим молоком, а отримана суміш заправляється в довгасту обгортку з пальмового листа, яка потім обсмажується на вугіллі. В результаті виходить невелика запіканка в формі ковбаски, яка подається, зазвичай в якості легкої закуски.

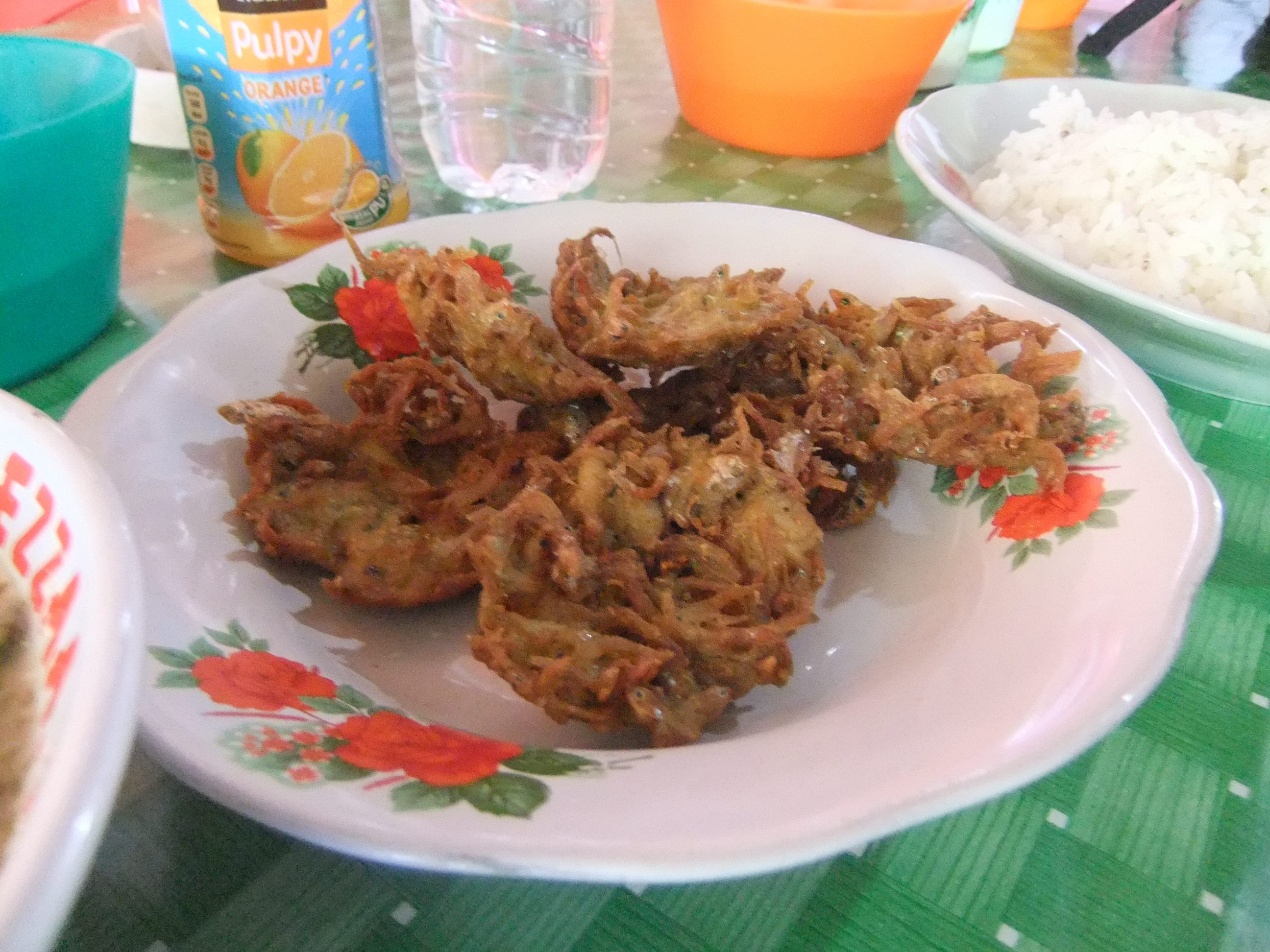
Ремпейєк
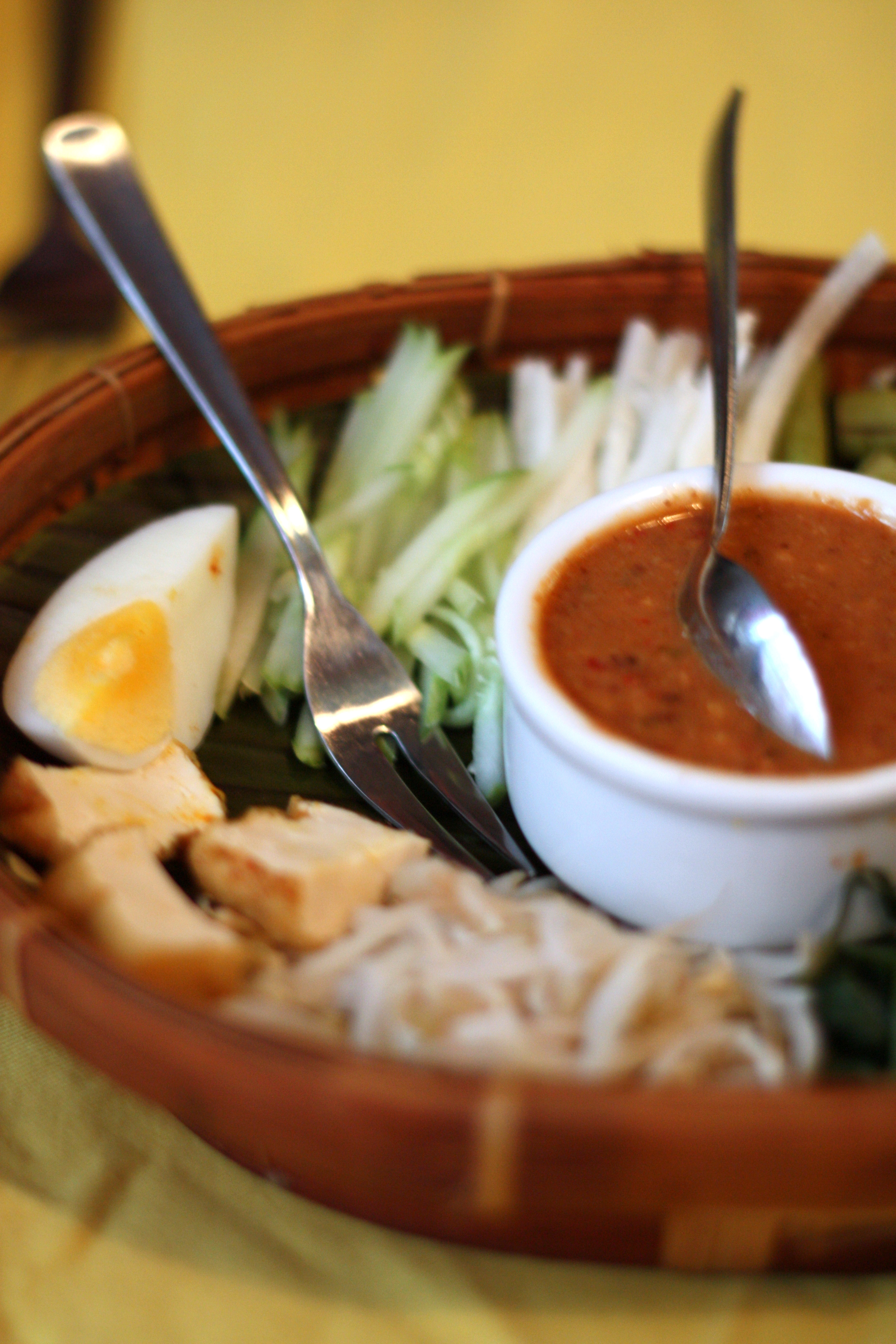
Гадо-гадо

### Основні
Основною стравою є варений рис (рідше смажений). Особливою рисовою стравою, що готується виключно для родинних, общинних або релігійних церемоній, є тумпенг,  конічна пірамідка з вареного клейкого рису, яка подається в оточенні з лаук-паука різних видів. Часто рис для тумпенга вариться в кокосовому молоці і забарвлюється в яскраво-жовтий колір за допомогою куркуми чи шафрану.
Смажений рис по-індонезійські також відзначається чудовий якостями. Його можна поєднати з чим завгодно і їсти на сніданок, обід чи на вечерю. Відрізняється він від рису інших азійських країн тим, що подають його з насиченим солодким соусом на основі арахісу або кокосового молока.
Поширена рисова страва леманг: рис набивається в порожнисті колінця бамбука, вистелені зсередини банановим листям. Туди ж заливається кокосове молоко, після чого бамбукові стовбури протягом декількох годин просмажуються на відкритому вогні. Ця страва, традиційне для багатьох народів Суматри і Калімантану, згодом було перейнято в інших частинах країни, зокрема на Яві.
Локшина (мі)), що запозичена з китайської кухні, є популярною стравою на більшість частині країни. Сьогодні Індонезія є другим, після КНР, світовим виробником цього продукту. Присутні різні види локшини з пшеничного та рисового борошна, форм виробів, зокрема, основними видами рисової локшини є тонкий і круглий в перетині «біхун», широка, прямокутна в перерізі «кветіау», округла в перетині пшенична локшина. Локшина подаються у вареному, обсмаженому вигляді, як правило, з різноманітними закусками з інших продуктів (рубані яйця, перець, цибуля, шматочки овочів, соєвий соус), а також кидають до супів.
Варена локшина є одним з найпопулярніших страв «вуличної кухні». У деяких регіонах існують специфічні традиційні рецепти страв на основі вареної локшини. Так, на островах Ріау локшина подається в суміші з тофу, зеленню, паростками сої та арахісовим соусом, на острові Белітунг — з м'ясом, картоплею, листям салату і огірками. Локшина зі свининою — бакмі (або бамі), яка широко відома в світі як один із класичних індонезійських страв, є перанаканською стравою, не надто популярною у більшості населення країни.
Обсмажена локшина, що доповнена різними наповнювачами, перетворюється в повноцінну страву мі-горенг («смажена локшина»). На Яві мі-горенг найчастіше готується в пальмовій олії на воку з використанням дрібнонашинкованої курятини або яловичини, зеленої цибулі, капусти, креветкової пасти і соєвого соусу.
Супи притаманні регіональним кухням, де вживають м'ясо та рибу. Індонезійці полюблять насичені юшки з численними складниками. Доволі відомим є суп бунбут, який готується з буйволячих хвостів. На Малих Зондських островах, а також з християнським населенням популярні рибні супи.

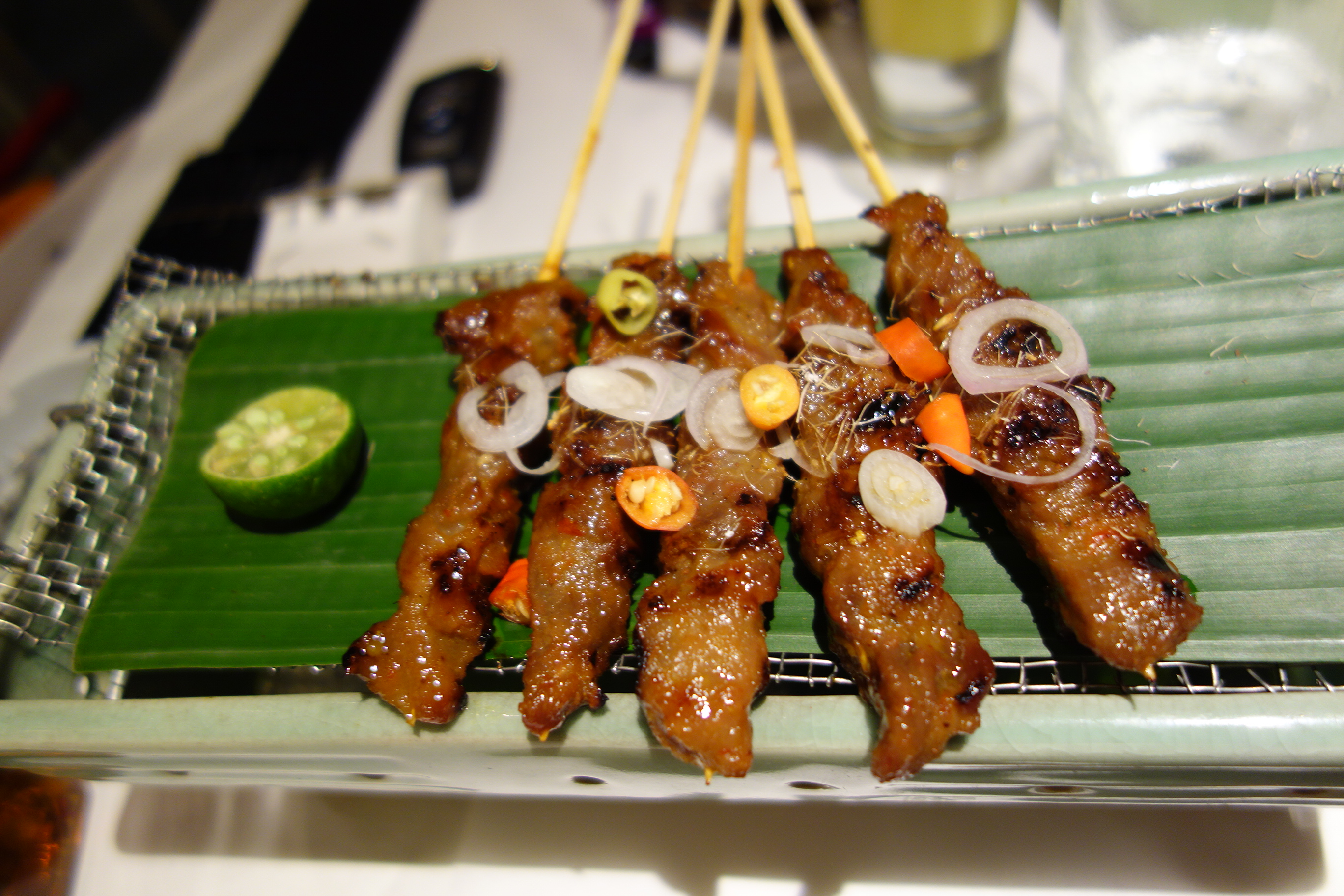
Сате-аям

З м'яса, свійської птиці, риби, морепродуктів поширено індонезійський варіант карі — гулаї. Улюбленою стравою індонезійців, що може готуватися з будь-яких видів м'яса, субпродуктів, курятини або різних морепродуктів, є мініатюрні шашлички — сате. Особливою популярністю сате користуються в яванській кухні: тут вони найчастіше робляться з курятини, козлятини, креветок, козячої або яловичої печінки, в Джок'якарті — з м'яса трикігтевої черепахи і баранячих геніталій. Є традиційним доповненням до насі-горенгу. Сате часто служать самостійною стравою, в цьому випадку вони зазвичай подаються з соєвим або арахісовим соусом.
Іншою популярною стравою, що готується практично з будь-яких продуктів тваринного походження, — баксо (від китайського «ба-зі» — «розсипчасте м'ясо»). Є запозиченням з китайської кухні — назва «бакси» походить від китайського Натепер баксо набуло широке поширення в різних індонезійських регіонах, що в даний час сприймається як в самій країні, так і за кордоном як одна із основних страв класичної індонезійської кухні. Готується з дрібного в'язкого фаршу, до якого додається невелика кількість тапіокового або сагового (рідше кукурудзяного) борошна. З фаршу формуються круглі невеличкі котлетки, які варять або, рідше, смажать і подають в бульйоні чи в локшині.
Іншим видом котлеток є пемпек, батьківщиною якого є Південна Суматра. Готується переважно з риби або морепродуктів, має більш рідку консистенцію, йому може надаватися різна форма — кульок, багатокутних пампушок або довгастих ковбасок. Пемпек подається як і басо: сам по собі, в супах або до локшини. Іноді фарширується яйцем, тофу або іншими продуктами. Рибний пемпек, що називається «пемпек-пістел», фарширується манго.
Популярний в Індонезії аналог фрекаделек — перкедел. Для приготування цієї страви застосовується фарш з м'яса, курятини, риби або морепродуктів. Перкедел зазвичай є додатковим складником, тоді як основою цієї страви найчастіше є продукти рослинного походження — картопля, кукурудза, тапіока. Існує безліч видів суто вегетаріанських перкеделів.

## Смаколики і десерти
Різноманітні вироби з сагового, рисового, кукурудзяного, пшеничного борошна, що виготовлені із застосуванням дріжджів або без них, об'єднані в індонезійській кухні загальною назвою кує. Класичного рецепта кує не існує: загальної для них є лише борошняна складова. Найчастіше традиційні форми кує готуються з додаванням кокосового молока, копри, фруктів, ванілі, пальмового цукру, тофу, тапіоки. Існує цікаве поєднання власне індонезійського кує з рисів'яником («мочі»), характерним для Японії. Він отримав назву кує-мочі. Готується як японська страва, але з додаванням соусу з бобів і насіння кунжуту.
Традиційним є пиріг нагасарі, що готується з рисового борошна, кокосового молока та цукру, наповненого скибочками банану. Зазвичай нагасарі обгортається листям банана перед тим, як ставиться на пару. Часто додається листу пандану, що дає аромат. Зазвичай вживається як закуска. Відома також відома як кує-бандан-бандан або кує-пісан (банановий пиріг).
Вельми популярним в різних регіонах Індонезії, є мартабак — плоский пиріг з різними начинками, запозичений з арабської кухні. Загальним для більшості видів мартабака є тіста без дріжджів з пшеничного борошна. Поширені 2 його види: солоний — готується з солоного тіста, часто просоченого олією, і начиняється, дрібно рубаним яйцем, ріпчастою і зеленою цибулею, тофу, овочами, рідше — м'ясом або курятиною; солодкий — з шоколадом, згущеним молоком, фруктами, горіхами, часто з солодкого тіста.
Іншою улюбленим серед індонезійців десертом є солодка страва англсе, що являє собою суміш горіха гнетум, клейкого рису, арахісу, сагрової серцевини, білого хліба, кокосового молока, листя пандану, імбиру та молока.
Серед смаколиків популярні бакпія-патхок, що являє собою солодкі рулетики (бакпія), що зазвичай начинені машем, а також шоколадом, дуріаном та навіть сиром. Є однією з характерних страв Джок'якарти, названі на честь передмістя Патхок.
Також популярні витягнуті додоли, чимось схожі на цукерки іриски. Готуються з кокосового молока, неочищеного пальмового цукру і рисового борошна. Додол солодкий, тягучий і липкий. До нього часто подають фрукти, насамперед манго і дуріан. Серед улюблених індонезійців солодощів виокремлюються солодки невеличкі цукерки геплак — з цукру та тертого кокосу.
Від європейців було запозичено торти та пудинги, проте індонезійці готують їх відповідно до своїх традицій. У них вони називають бубур (поміж густої каші та торта). Основу становлять рис, кокосове молоко та пальмовий цукор. Додаються овочі, фрукти, навіть птиця. В залежності від виду риса може бути різним. Більш густий варіант називається кенділ. Яскравим прикладом поєднання є бубур-канділ — торт з клейкого рису, що має кулеподібну форму. Рис тушкується в сирові з пальмового цукру (гула-ява), а потім поливається кокосовим молоком. Він особливо популярний на Яві.
На Малих Зондських Островах популярні тарти, які було запозичено від нідерландців, насамперед клапертаарт, який готується з борошна, цукру, молока, масла, а також кокосової м'якоті та соку. Цей вид поширений на Сулавесі. Відомим також є колак (або колек) — індонезійський десерт на основі пальмового цукру або кокосового цукру, кокосового молока та листя пандана. До нього додаються різні фрукти.

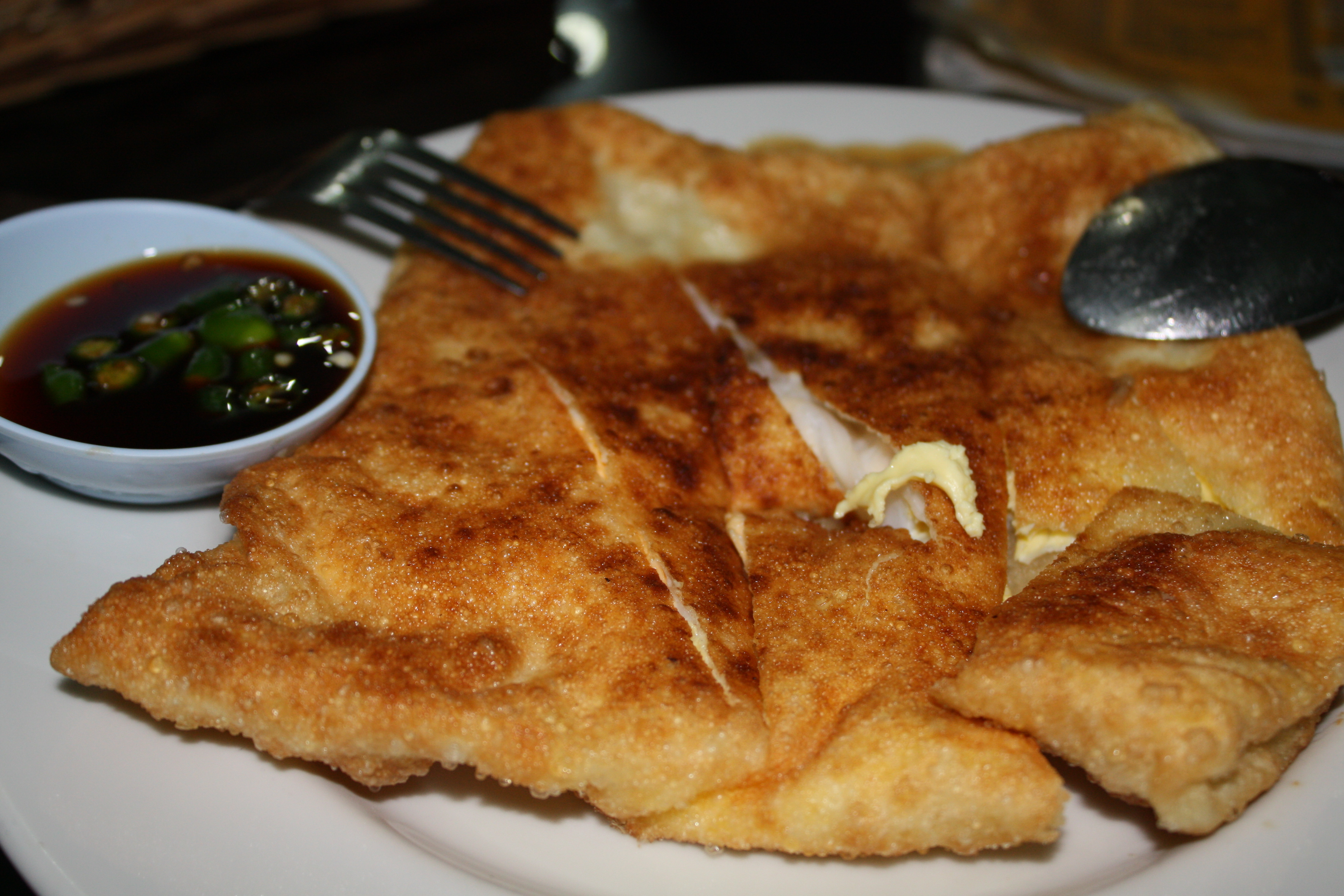
Мартабак
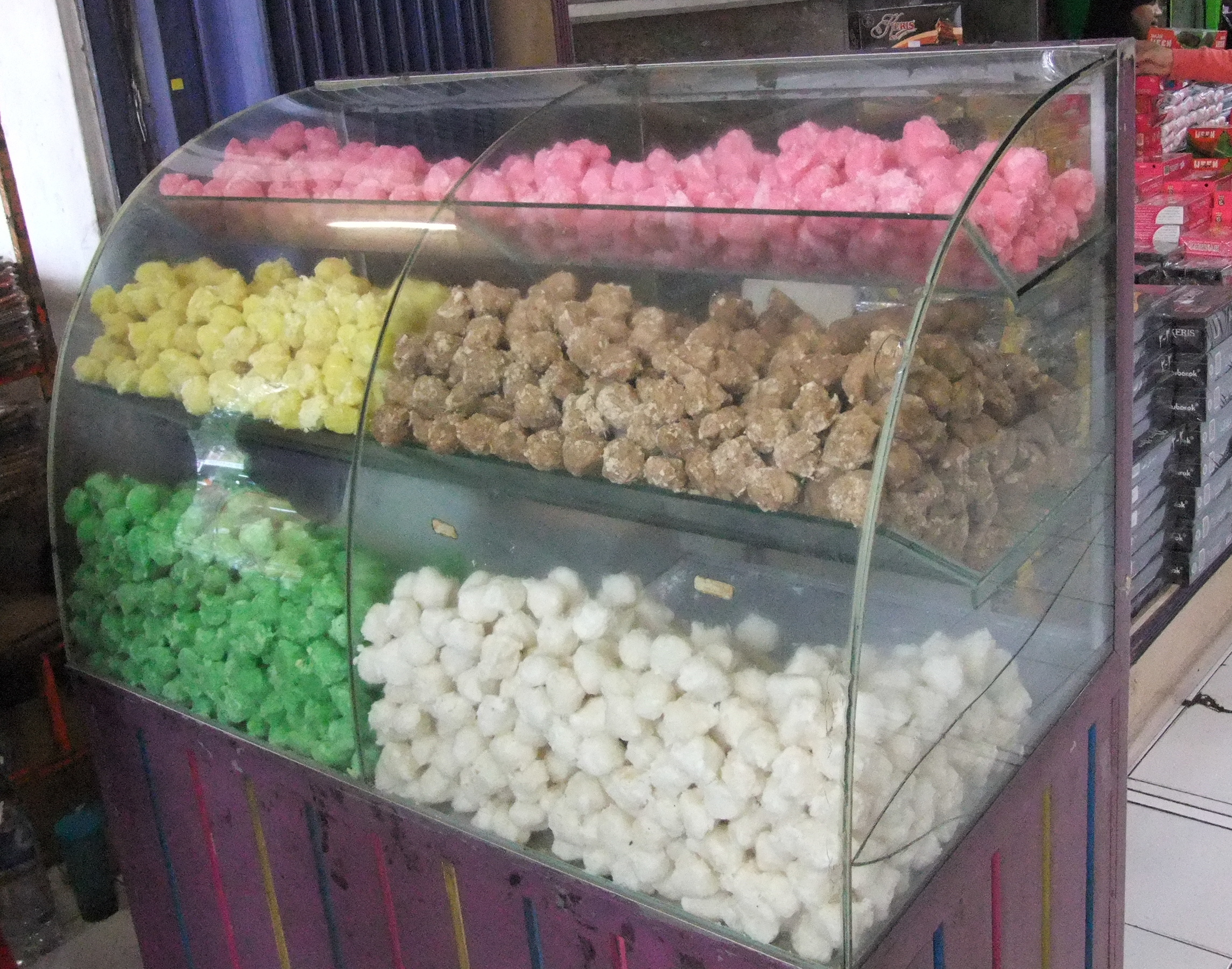
Геплак
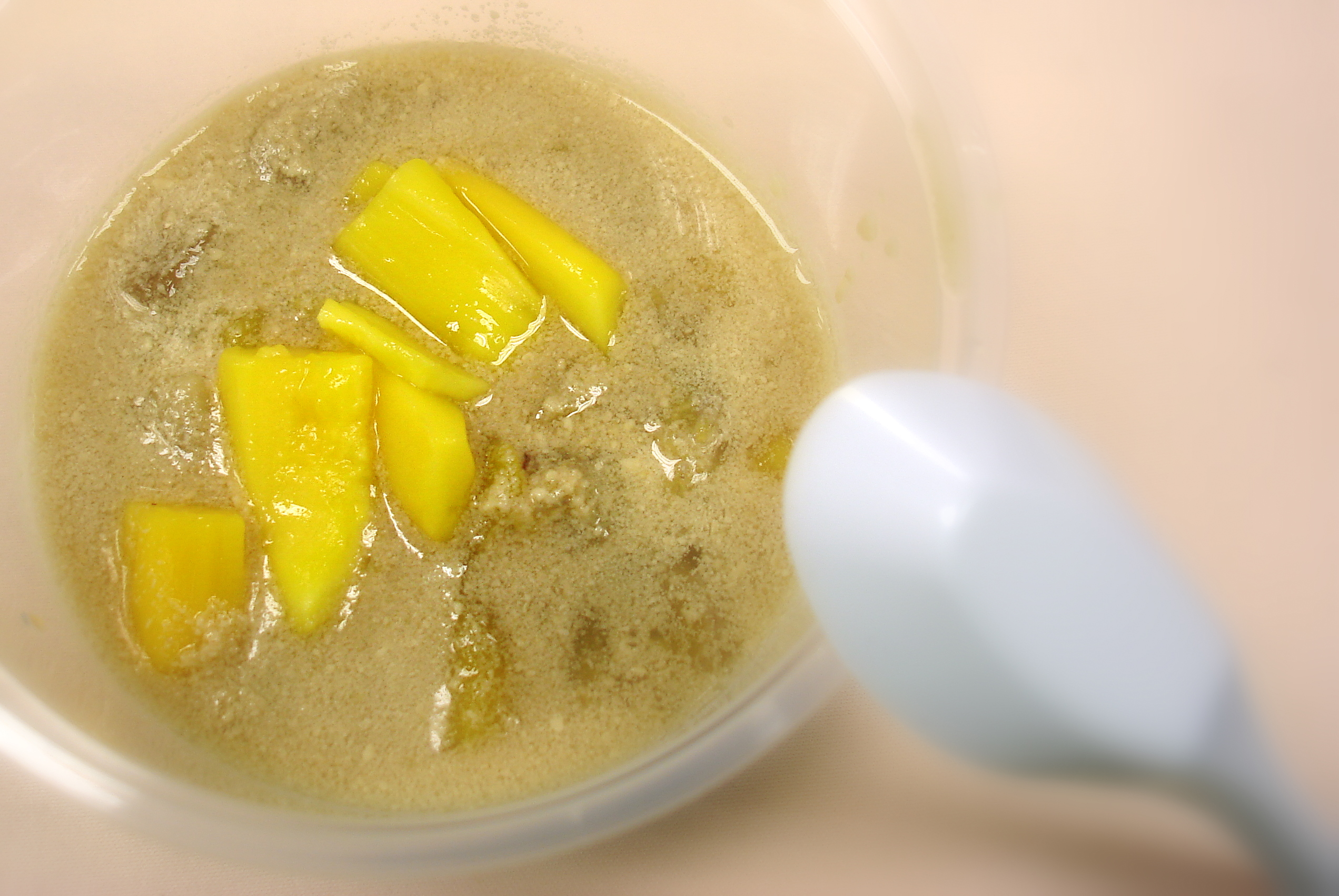
Колак
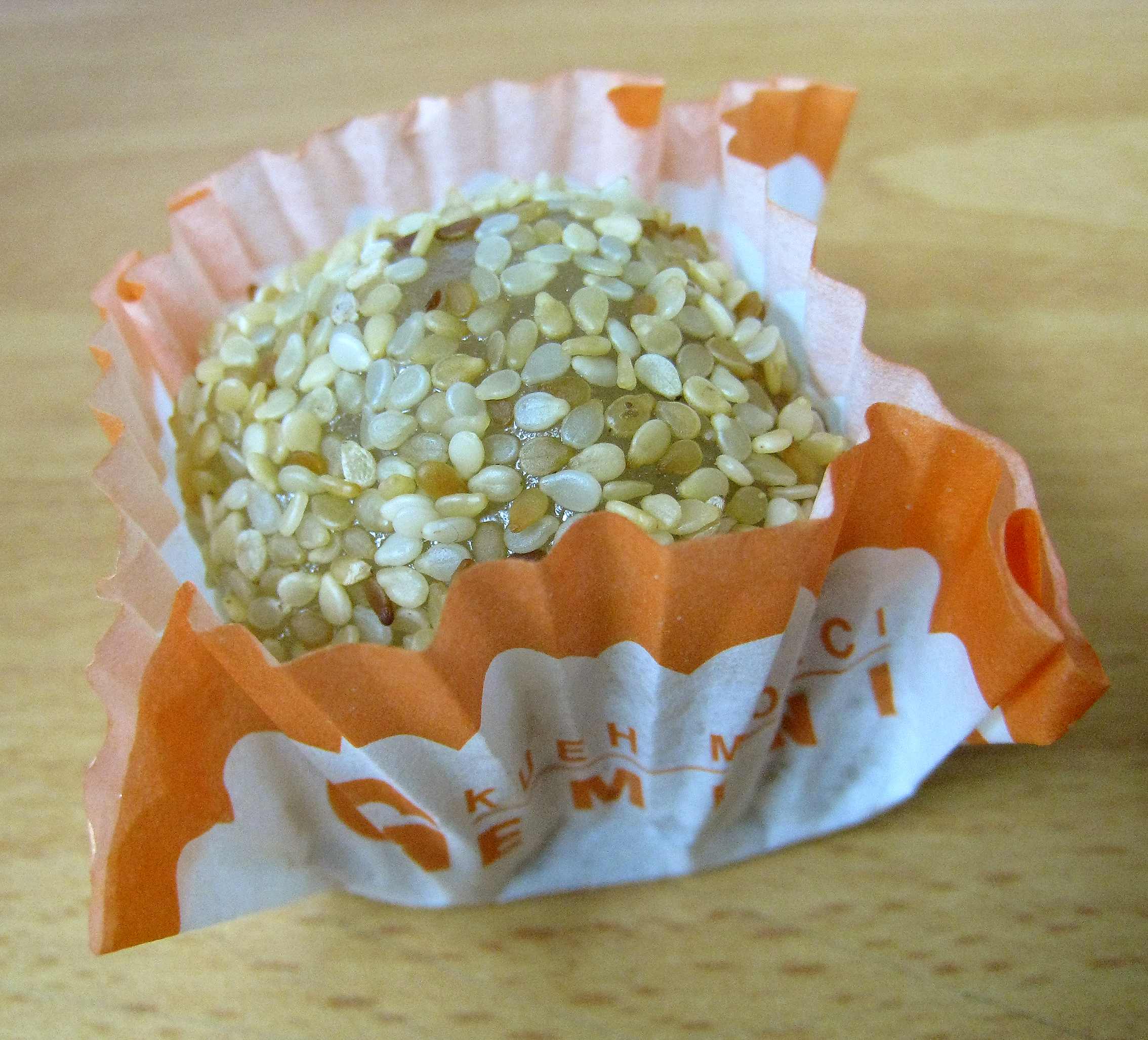
Кує-мочі
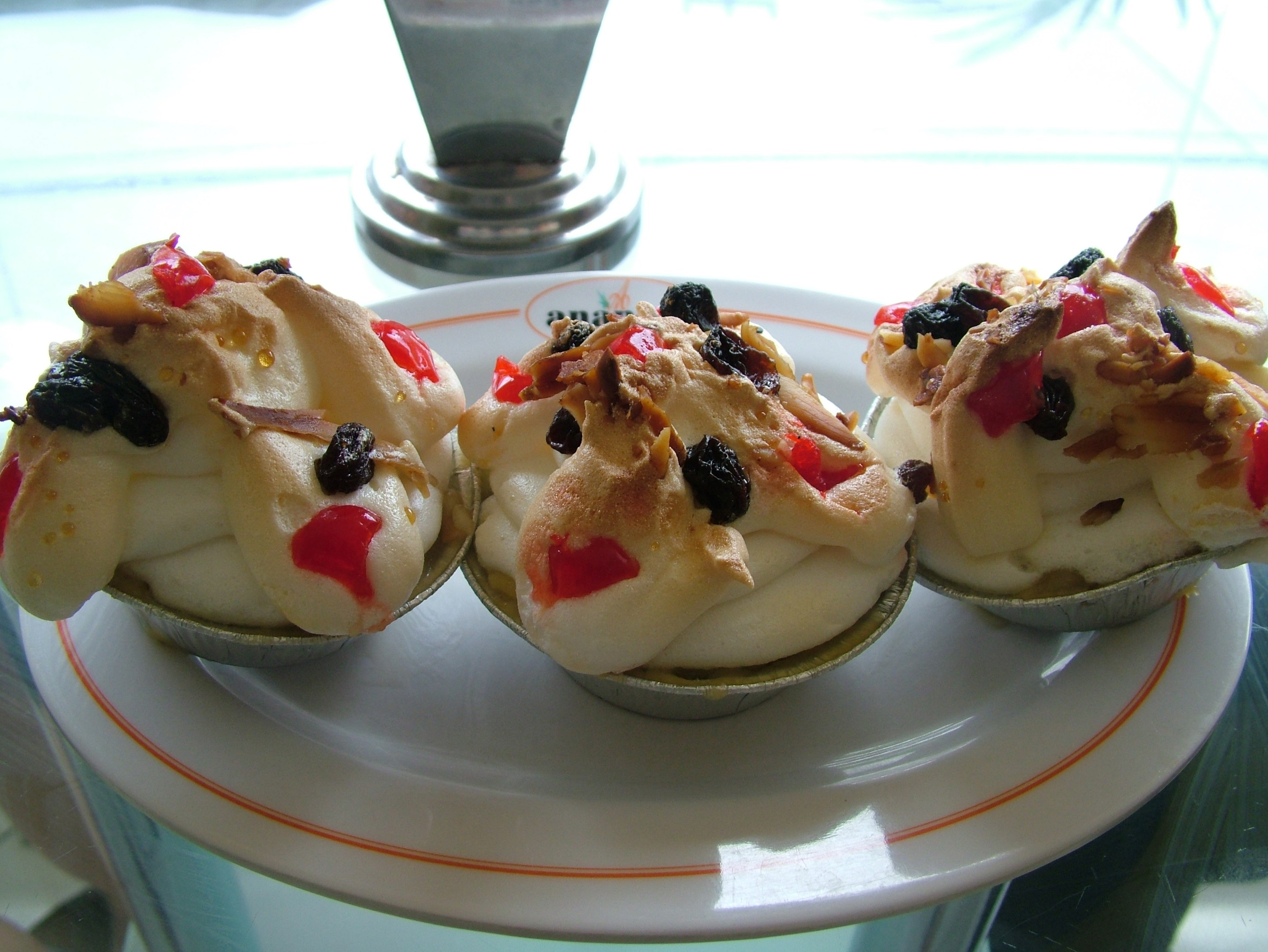
Клапертаарт
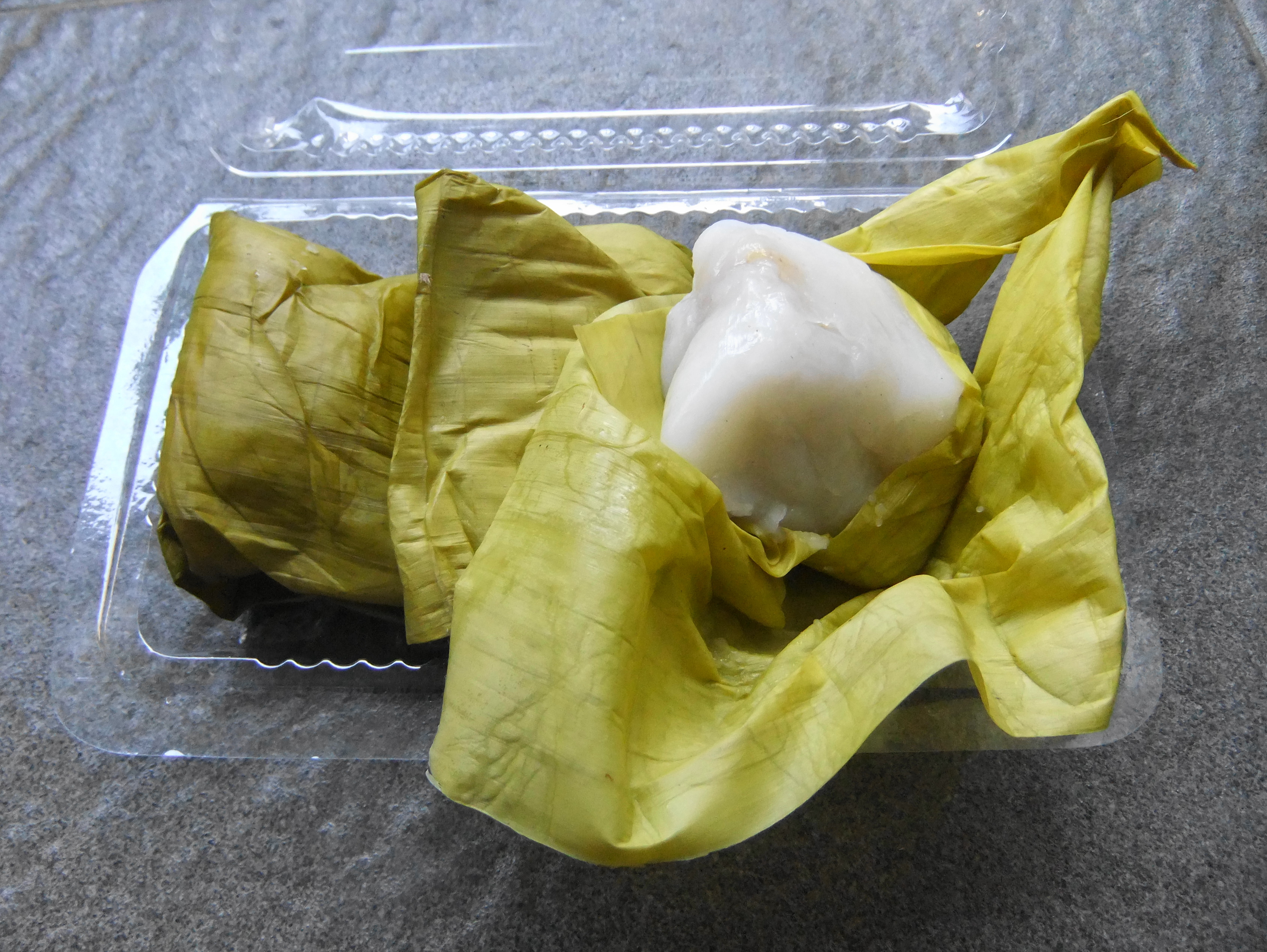
Нагасарі

## Напої
Основними напоями більшості індонезійців є чай, завезений сюди під час нідерландського колоніального панування, та кава.
Споживається переважно чорний чай — в гарячому та охолодженому вигляді (часто з льодом), з цукром, іноді з лимоном. На Південній Суматрі до нього додають сирий яєчний жовток. Зелений та інші види чаю, а також чай з жасмином поширені головним чином в середовищі етнічних китайців.
Індонезія є одним із значних виробників кави. Центрами виробництва є Ява, Північна Суматра і Центральний Сулавесі. Станом на 2013 рік Індонезія займає друге місце по його споживанню серед країн-експортерів кави. У яванській кухні кава зазвичай подається з дуже великою кількістю цукру, може бути чорною або з молоком; на Північній Суматрі і Центральному Сулавесі частіше вживають чорну каву і дещо менш солодку наіж на Яві.
Також готуються гарячі напої з імбиру або різних прянощів. Широко поширене вживання фруктових соків і кокосового молока. З цього молока готують такі напої, як баджітур (кокосове молоко з рисом і пальмовим цукром), ес-качанг (натертий лід з цукровим сиропом і бобами), аїр-тебу (напій з цукрового очерету).
З алкогольних напоїв споживаються різні види туаку, що бувають дуже різними не лише за сировиною (насамперед з пальмового соку і рису), але і за технологією виробництва і вмістом спирту. Туак (пальмовий і рисовий), що піддається подвійній та потрійній перегонці може сягати 50 градусів й називається міцний туак або арак. останній зазвичай п'ють з медом.
Пальмовий туак є різновидом пальмового вина, виготовляється шляхом короткочасного природного зброджування соку. Міцність цього туаку не перевищує 4-5 градусів. Особливою популярністю він користується на Північній Суматрі. Рисовий туак виготовляється наступним чином. Варений рис клейких сортів витримується в суміші з дріжджами декілька діб. Потім маса, що утворилася, заливається цукровим сиропом і втримується в щільно закритій тарі близько 1 місяця, після чого з неї відціджується рідина, що має міцність не менше 12- 15 градусів.
На острові Балі та Малих Зондських островах виготовляється алкогольний напій брем (іноді зветься рисовим пивом або рисовим вином), що виробляється шляхом дріжджовий закваски клейкого рису. Його міцність зазвичай не більше 5 градусів. Залежно від сорту використовуваного рису брем може мати різний колір: від різних відтінків жовтого до червоно-коричневого або майже чорного.

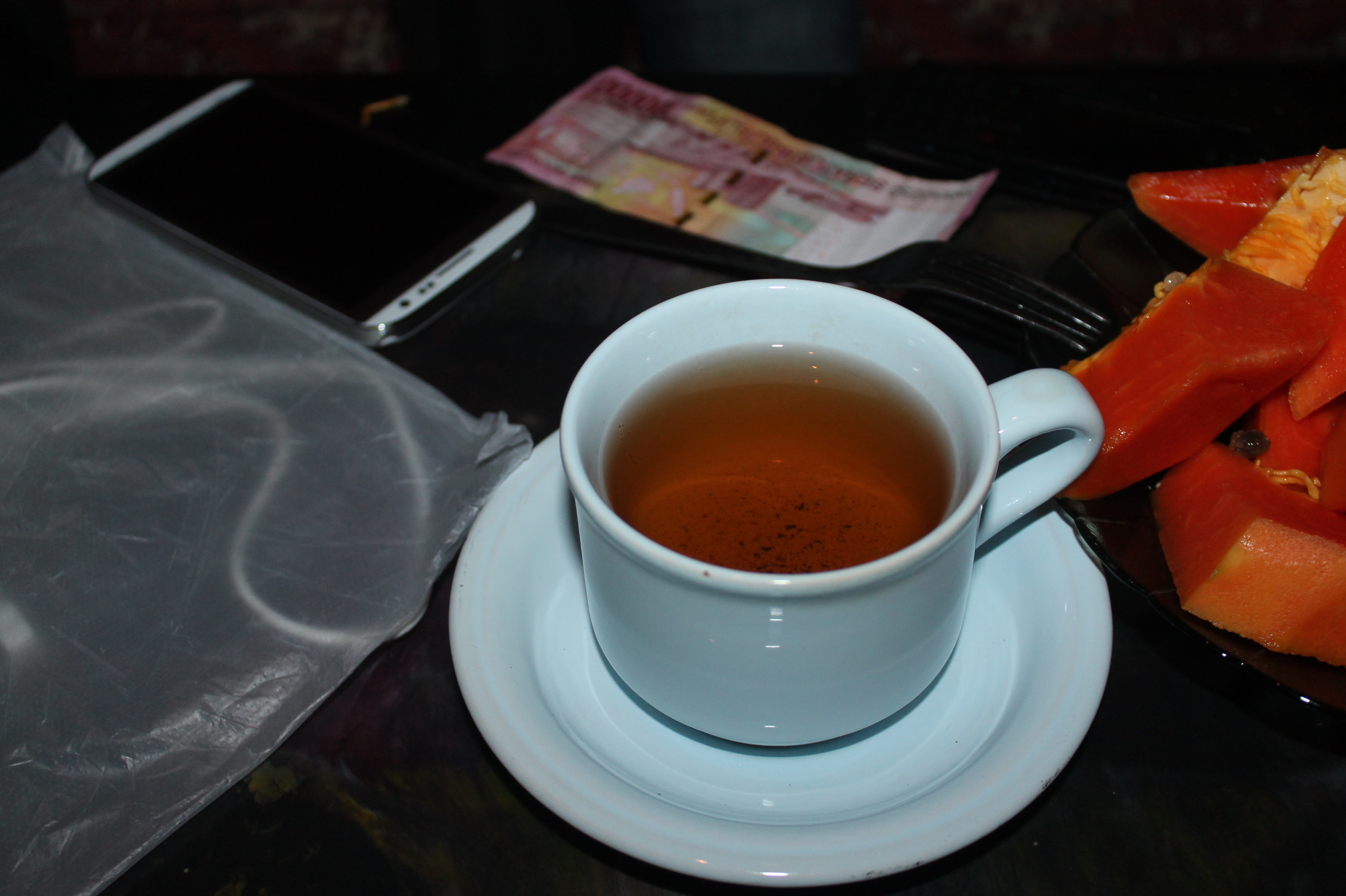
Чай
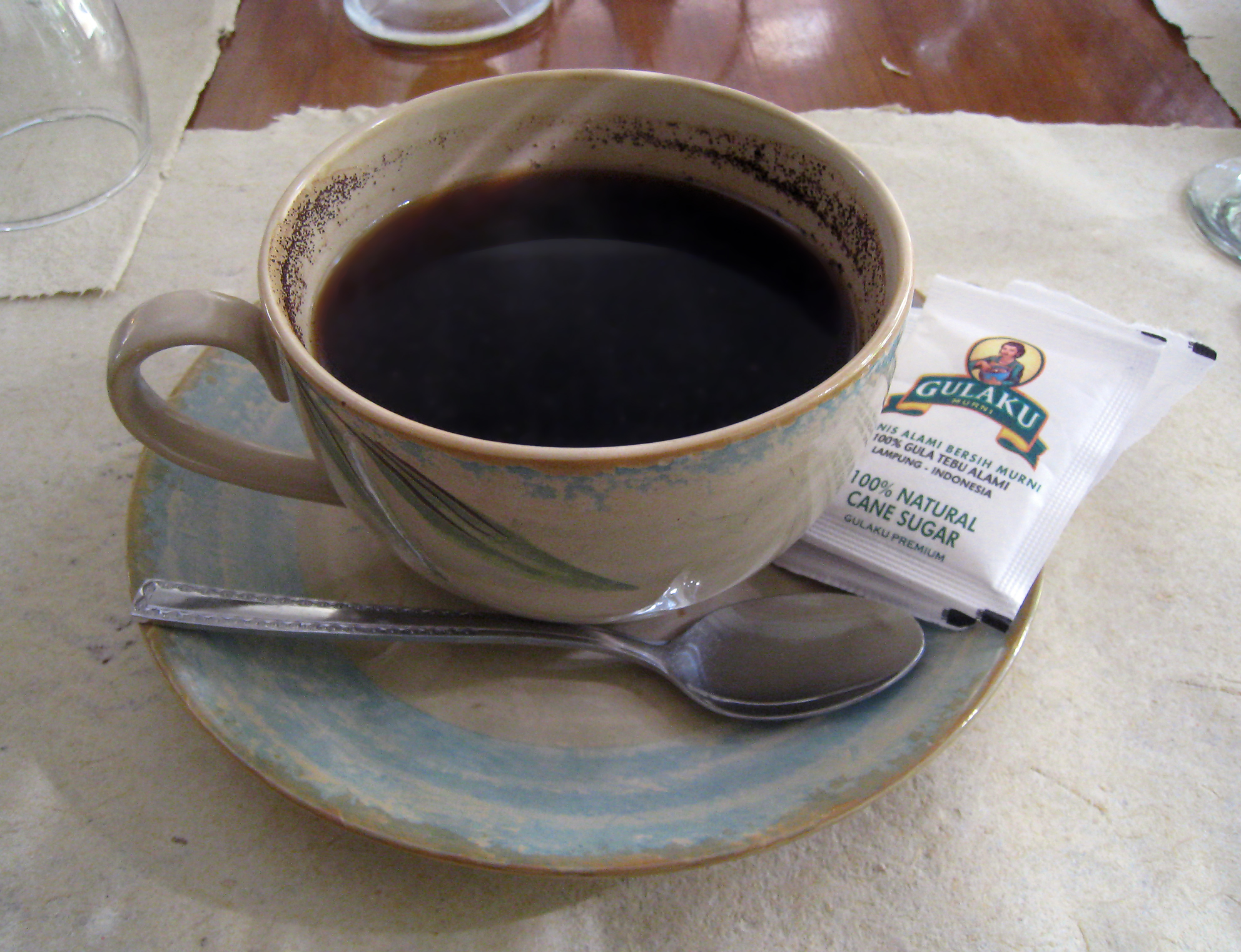
Кава по-яванські
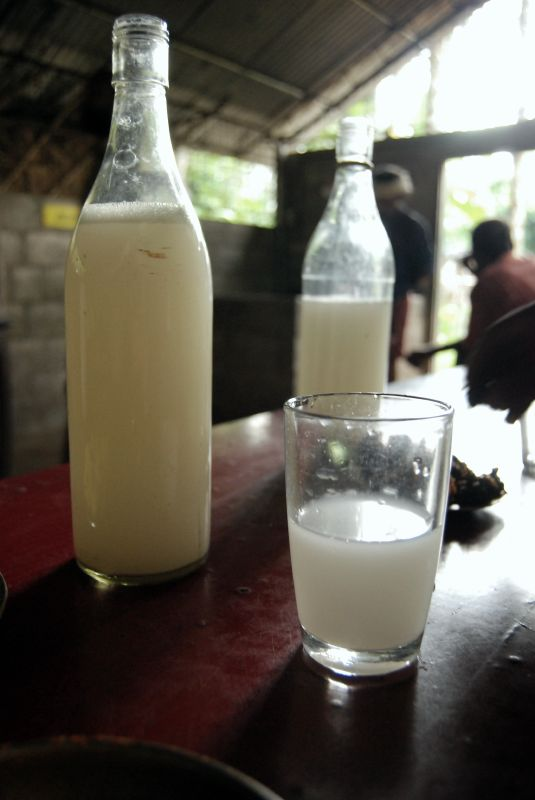
Пальмовий туак
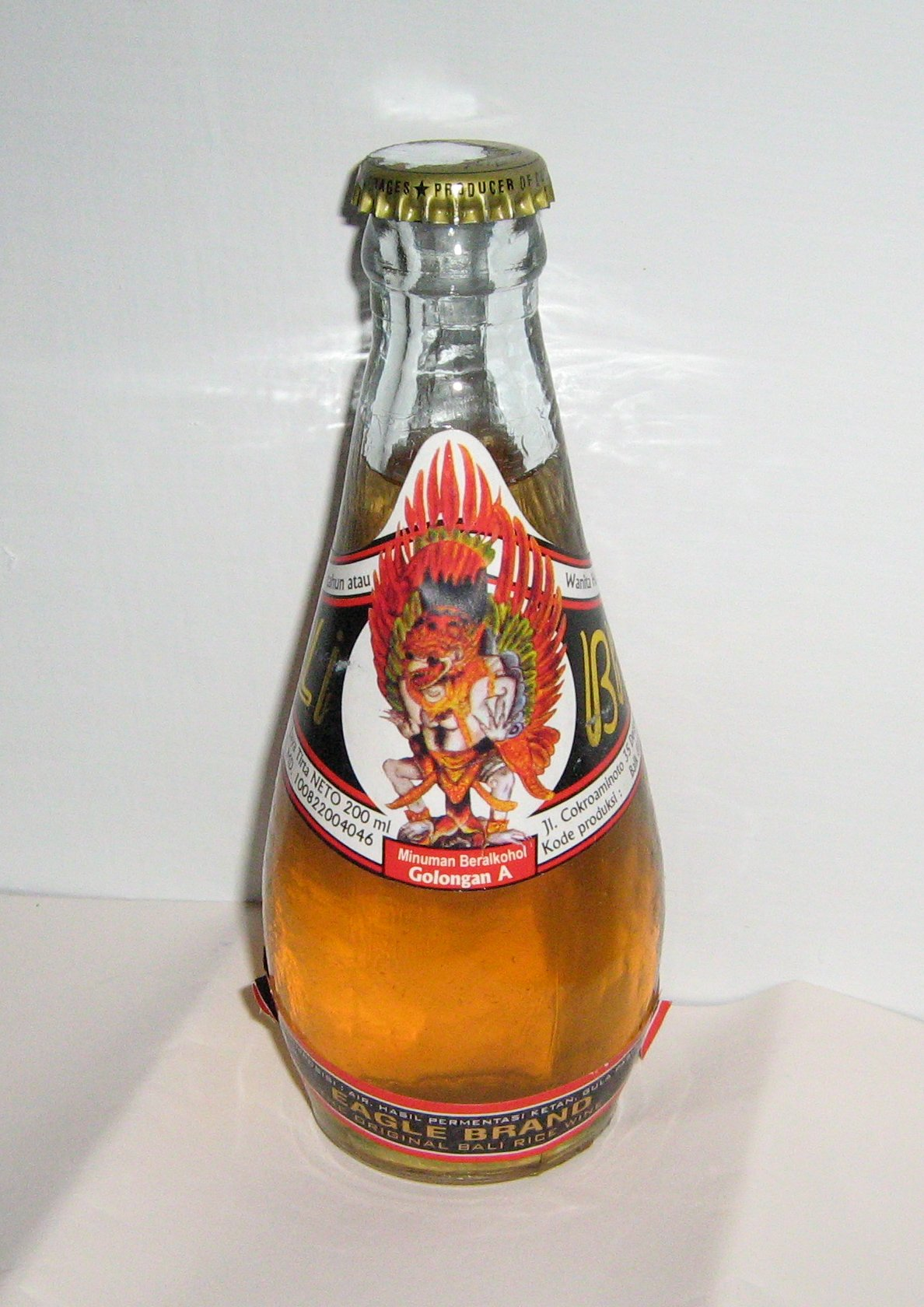
Брем
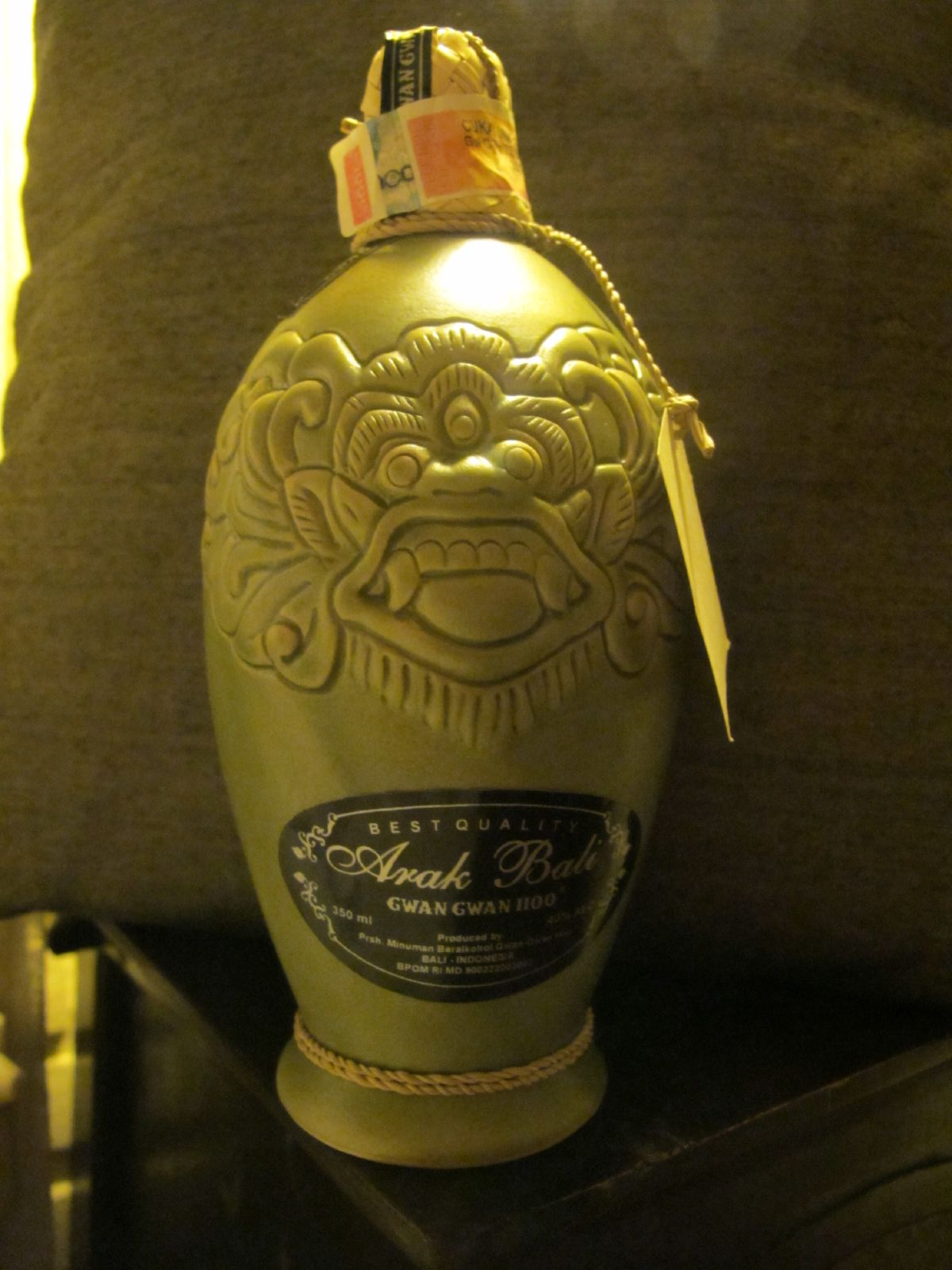
Міцний туак (арак)

## Регіональні особливості

### Джакартська кухня

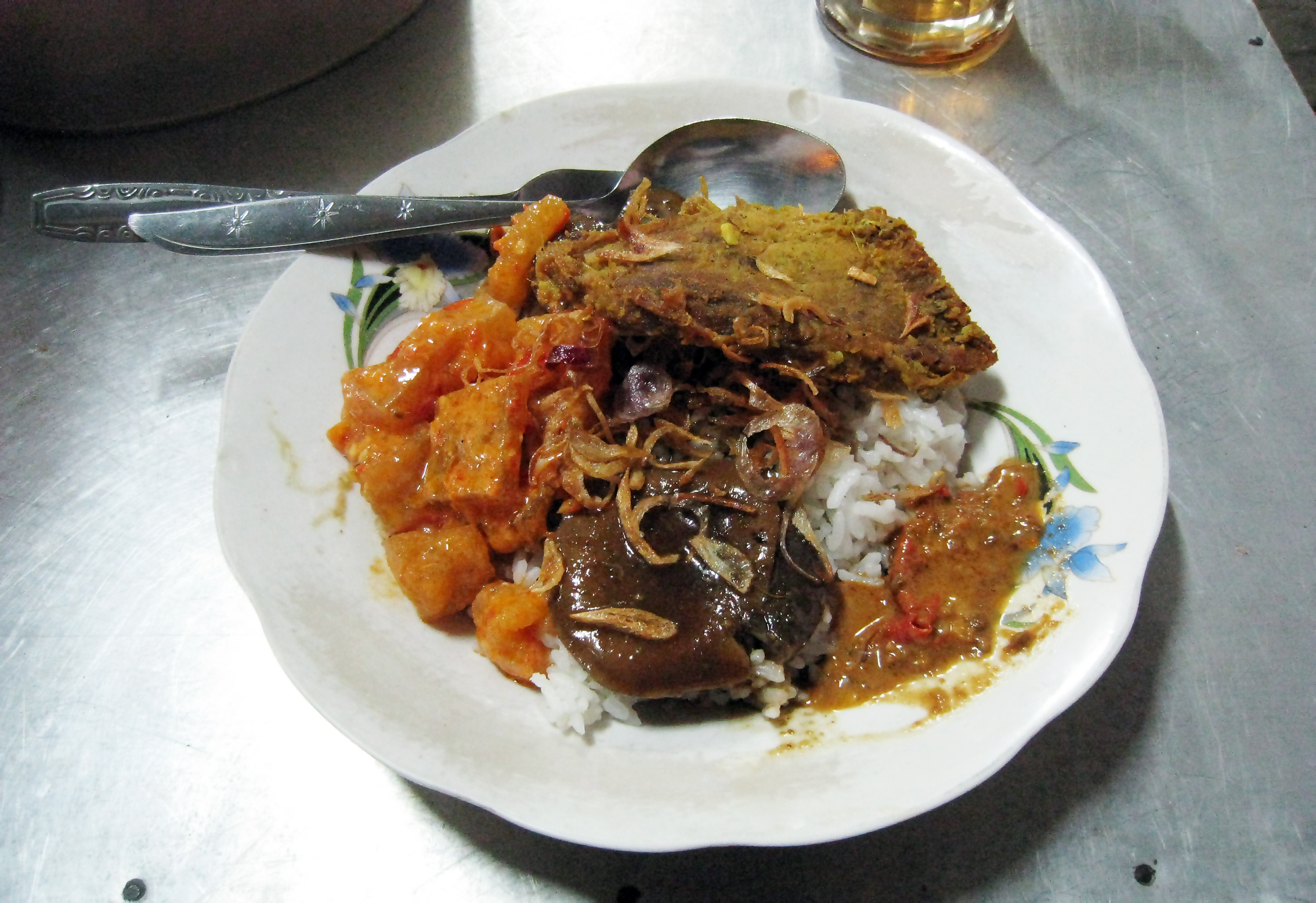
насі-удук

Також називається батавська (за колоніальною назвою міста) або бетавська (за особливою етнічною групою). Являє собою столичну кухню, в які відбилися вплив індійської, китайської, арабської, європейської кухонь, новітніх кулінарних тенденцій
До неї додано найулюбленіші індонезійцями страви з регіональних кухонь. В результаті утворилася багата, різноманітна та еклектична джакартська кухня. Для неї характерні страви насі-удук (кокосовий рис), керак-телор (пряний омлет з кокосовим молоком), габус-пукунг, пікак-габус, смугастий змієголов в соусі, асінан (салат з маринованих овочів), кетопрак (овочі, тофу, рисова вермішель та рисовий пиріг в арахісовому соусі), гадо-гадо. В цій кухні салат саюр-асем перетворився на суп.

### Яванська кухня
Ця кухня є одночасна регіонально та етнічною. Вона об'єднує кулінарні традиції найчисленнішого народу Індонезії — яванців, що населяють основну частину території Яви, крім її західній частині, а також у великій кількості розселилися на інших островах архіпелагу. Основним продуктом є рис. Для неї характерно незначне використання м'яса, тваринними продуктами є курятина і риба — морська в прибережних районах і прісноводна у внутрішніх. Дуже широко використовуються усілякі овочі, продукти переробки сої: тофу, темпі, соєвий соус. Широке поширення отримала локшина, густі супи, багато з яких готуються з використанням кокосового молока (опор, тонсенг, саюр-лоде), тістечка, смаколики.
Яванська кухня в, в свою чергу, поєднує декілька місцевих кухонь. Традиційно ці місцеві кухні групуються в дві проміжні: центральнояванську і східнояванську. Для першої характерні використання більш м'яких спецій і, відповідно, менша гострота їжі, більша кількість солодких страв, має більший вплив китайської кулінарії, зокрема яєчного рулету, що тут називається використання «лумпія», але часто називається за місцем Семаранг. Для другої типові більш гострі страви, присутність більшої кількості м'ясних страв, значний перелік юшок і арабсько-індійський вплив.
Багато страв яванської кухні було перейнято — в оригінальному вигляді або з деякими змінами — в інших регіонах Індонезії. При цьому з часом вони перестали асоціюватися з Явою і міцно входять в інші місцеві кухні або ж сприймаються як загальнонаціональні. В результаті ідентичність яванської кухні виявляється дещо розмитою.

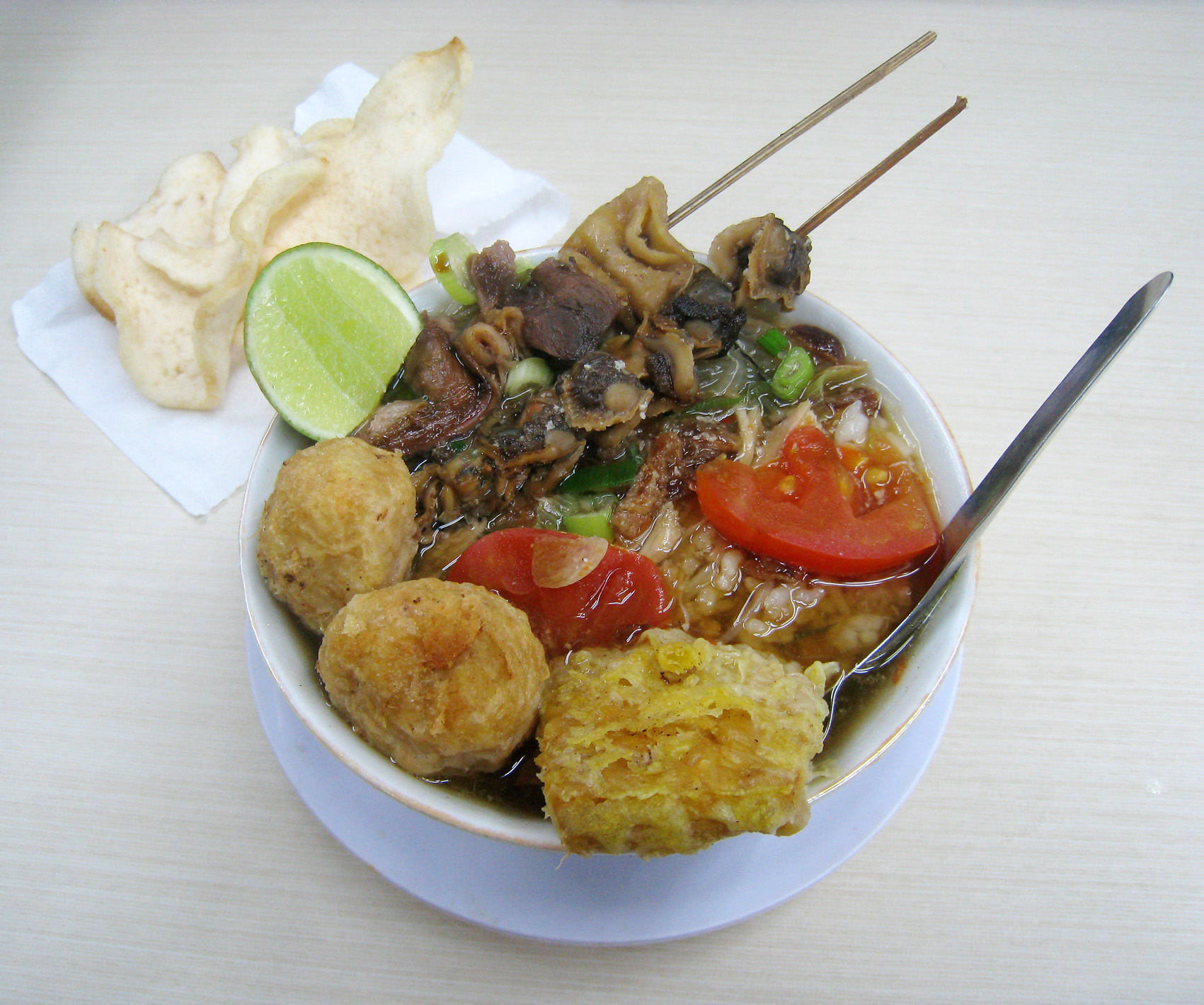
Сото Семаранг

### Паданзька кухня

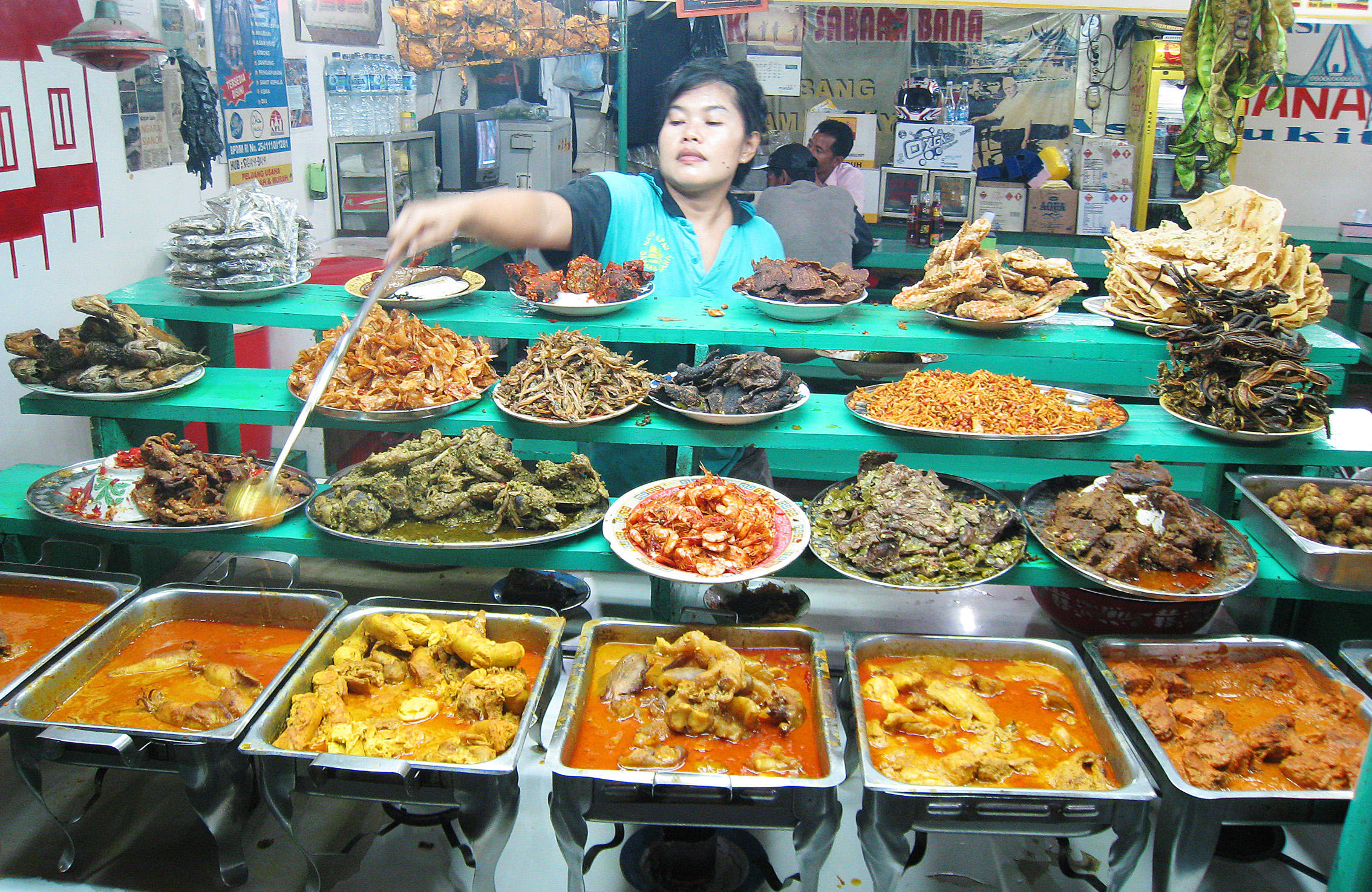
Насі-капау (варений рис з різними приправами та додатками з птиці, овочів, м'яса

Отримала свою назву по місту Паданг — адміністративного центру провінції Західна Суматра. Вона об'єднує кулінарні традиції мешканців не лише самого міста, а й навколишньої місцевості (тому її часто називають мінангкабауською кухнею — за основним етносом). Її найважливішими особливостями є виняткова гострота більшості страв і значна кількість й різноманіття видів м'яса: активно використовуються яловичина, буйволятина, козлятина, баранина, найрізноманітніші субпродукти.
Багато з м'ясних страв готуються шляхом тушкування на повільному вогні в гостро-пряному соусі, який готується насамперед на основі кокосового молока. Цей спосіб кулінарної обробки називається «ренданг». Це ж слово служить узагальнюючою назвою для страв такого типу, які можуть готуватися з м'яса, риби, курятини, рідше з деяких овочів і навіть фруктів, зокрема джекфрута.
Інший популярний спосіб кулінарної обробки — «балад»: обсмажування продуктів у фритюрі з рослинної олії, давленого червоного перцю, солі, різних спецій і прянощів. Найчастіше так готуються м'ясо, риба, курятина, очищені варені яйця, а також нарізана смужками коров'яча або буйволяча шкіра.
Вельми специфічна традиція подачі страв: якщо для інших регіонів Індонезії характерна зміна страв, то в паданзькій кухні — як в домашніх умовах, так і в закладах громадського харчування — прийнято одночасно ставити на стіл всю їжу, призначену для обіду (сніданку, вечері). При цьому страви часто нагромаджуються одна на одну, в результаті чого на столі іноді формуються багатоступінчасті піраміди з тарілок.
Ця кухня користується досить широкою популярністю в різних регіонах Індонезії. При цьому її страви зазвичай не переймаються іншими народами країни і сприймаються виключно як паданзькі.

### Балійська кухня
Для неї характерно не вживання яловичини, оскільки більшість населення сповідує індуїзм. Разом з тим присутнє активне використання свинини, а також більшу кількість індійських кулінарних технік та засобів, страв з бенгальської та тамільської кухонь. Широко використовуються різноманітні спеції, змішані з свіжими овочами, м'ясом (насамперед свининою), морепродуктами та рибою, присутні страви з курки, фруктів. Курятина є найбільш популярною. Особливе місце в балійській кухні займають спеції, без яких неможливо уявити жодну страву. Широко поширені на Балі також маніок, батат і саго.

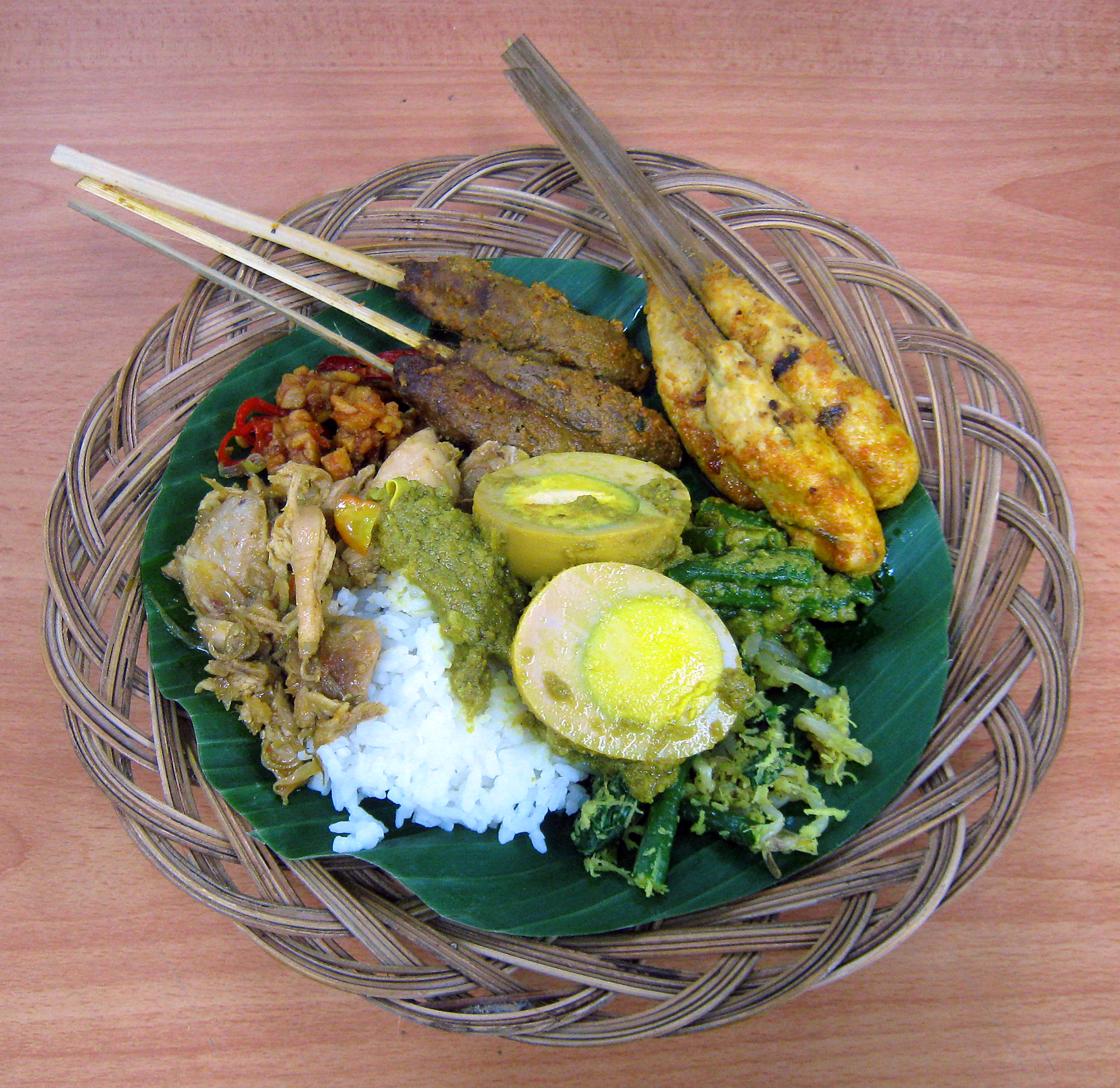
насі-кампур (балійський різновид сате)
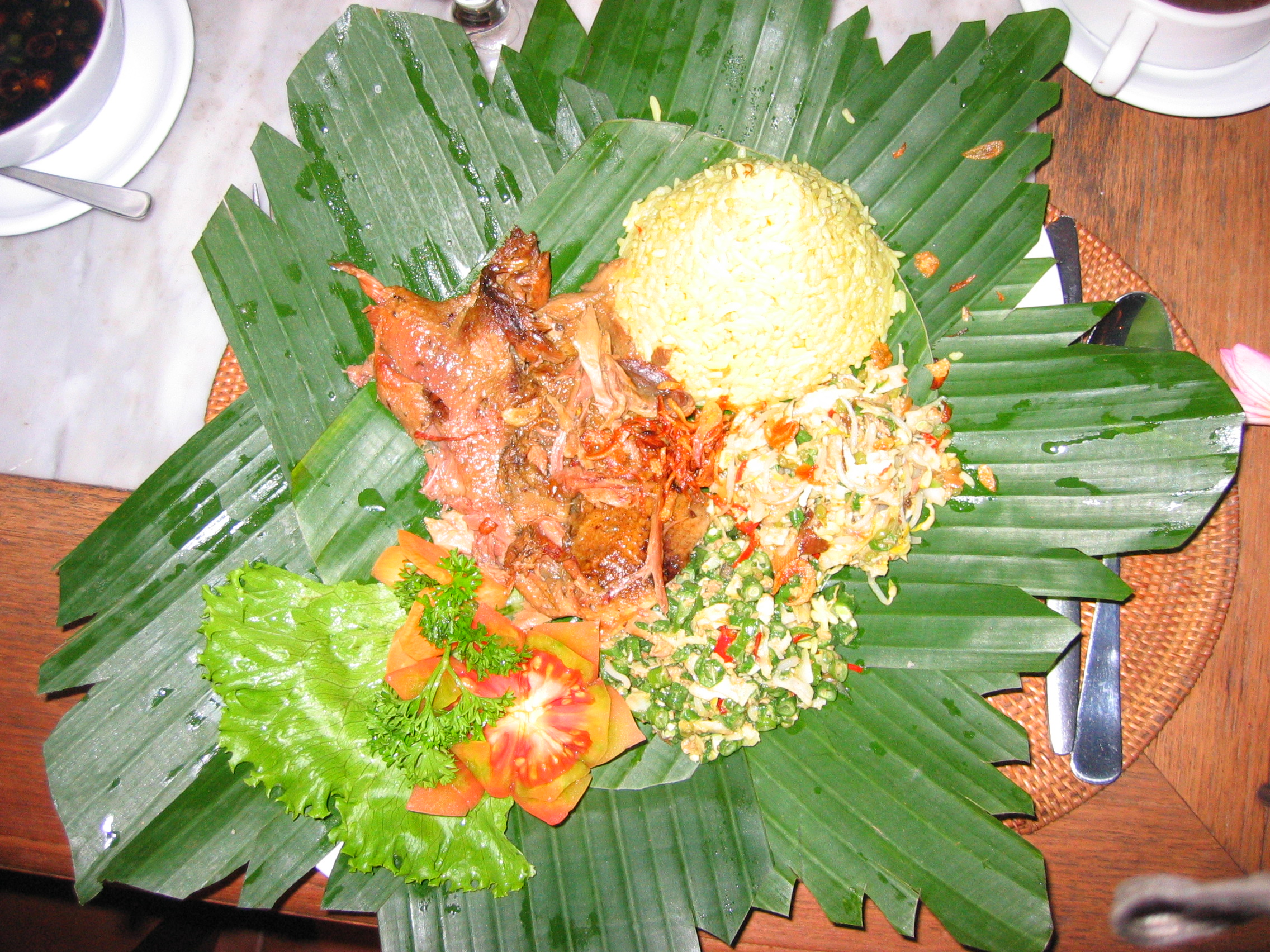
Бебек-туту (копчена качка)

### Сулавеська кухня
Характерна велика кількість рибних страв, а для внутрішніх районів, в значній мірі населених християнами, — активне використання свинини. Особливою самобутністю відрізняється кухня міста Манадо (на півночі острова Сулавесі), відома, зокрема, великою різноманітністю рибних і м'ясних супів.
Поділяють на північно- та південносулавеську кухню. Перша також називається манадоською кухнею (за основним етносом). Для неї притаманне використання свинини, птиці та морепродукти. Свинина зазвичай смажиться або тушкується. При цьому перш за все використовують гвоздику (батьківщина цієї прянощі) та мускатний горіх. Смажене свинне м'ясо подається на свята. Також іноді вживаються страви з собачатини, кажанів та лісових щурів. Для усіх страв з риби та морепродуктів використовується термінн воку. Цю страву готують з кальмарів, крабів, молюсків, до яких подаються прянощі та спеції. Все це обгортається банановим листям й смажиться на грилі.
Південносулавеська кухня також називається макасарською (за містом Макасар — провідним кулінарним центром Індонезії), де відчувається вплив нідерландської та китайської кулінарії. Особливістю є додавання до страви бураси (рису, провареного в кокосовому молоці),а самі страви часто загортають у бананове листя. Тут популярні супи — сото-макассар (з яловичина, кишечнику, печінки, легені, серця, рубця, коров'ячих мозків, до яких додаються арахіс та спеції); конро (зі свинячих або телячих ребер з бурасою або кетупатом та коріандром, келуваком, мускатним горіхом, куркумою, китайським калганом, корицею, тамариндом, цимбопогоном, гвоздикою та саламом). також поширена страва ме-керінг (локшина з рясним соусом та шматочками курки, креветками, грибами, печінкою та кальмарами). Смаколики та десерти переважно готують з бананів. Другим за популярністю є дуріан.

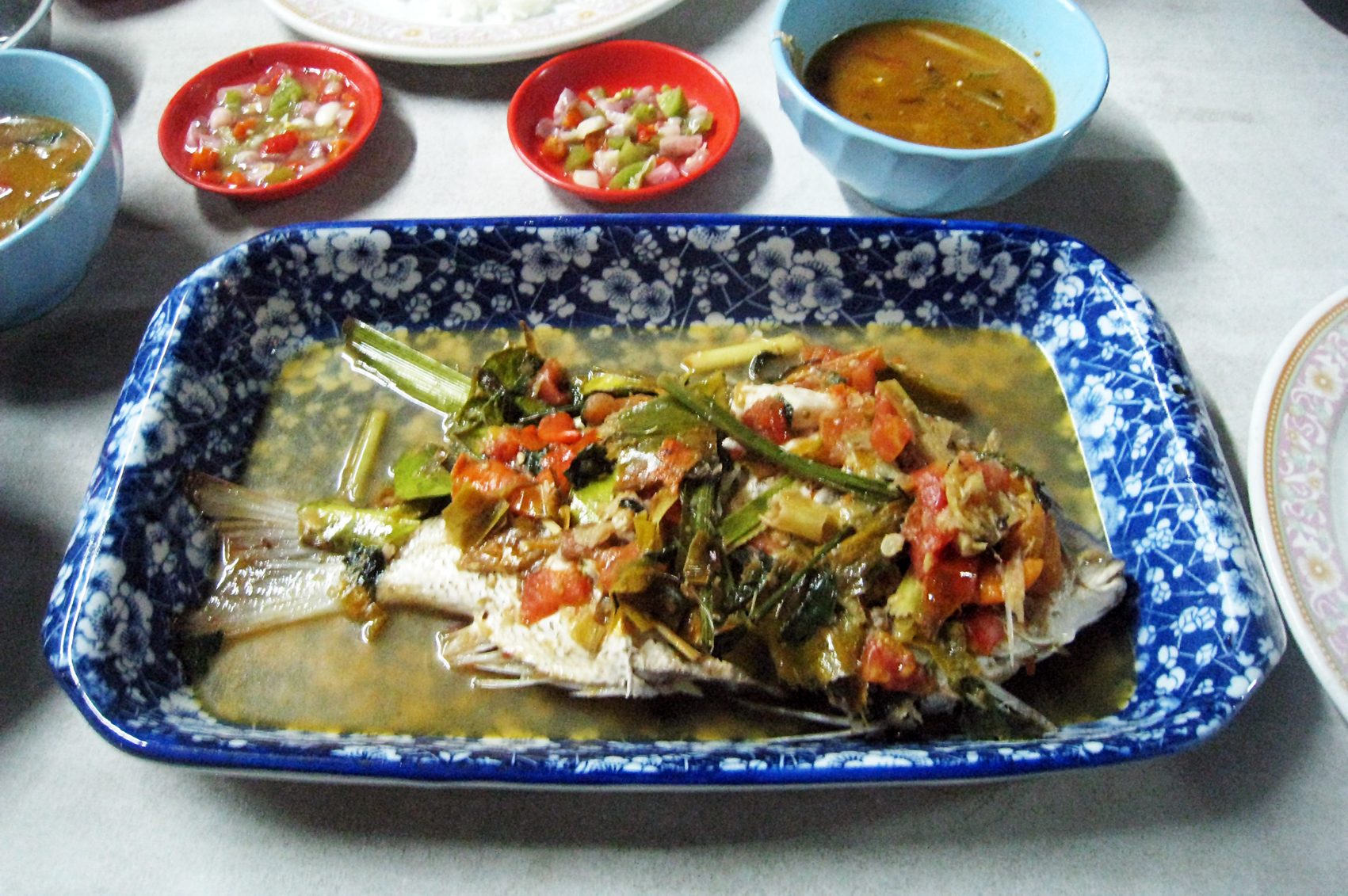
Воку з рибою луціан
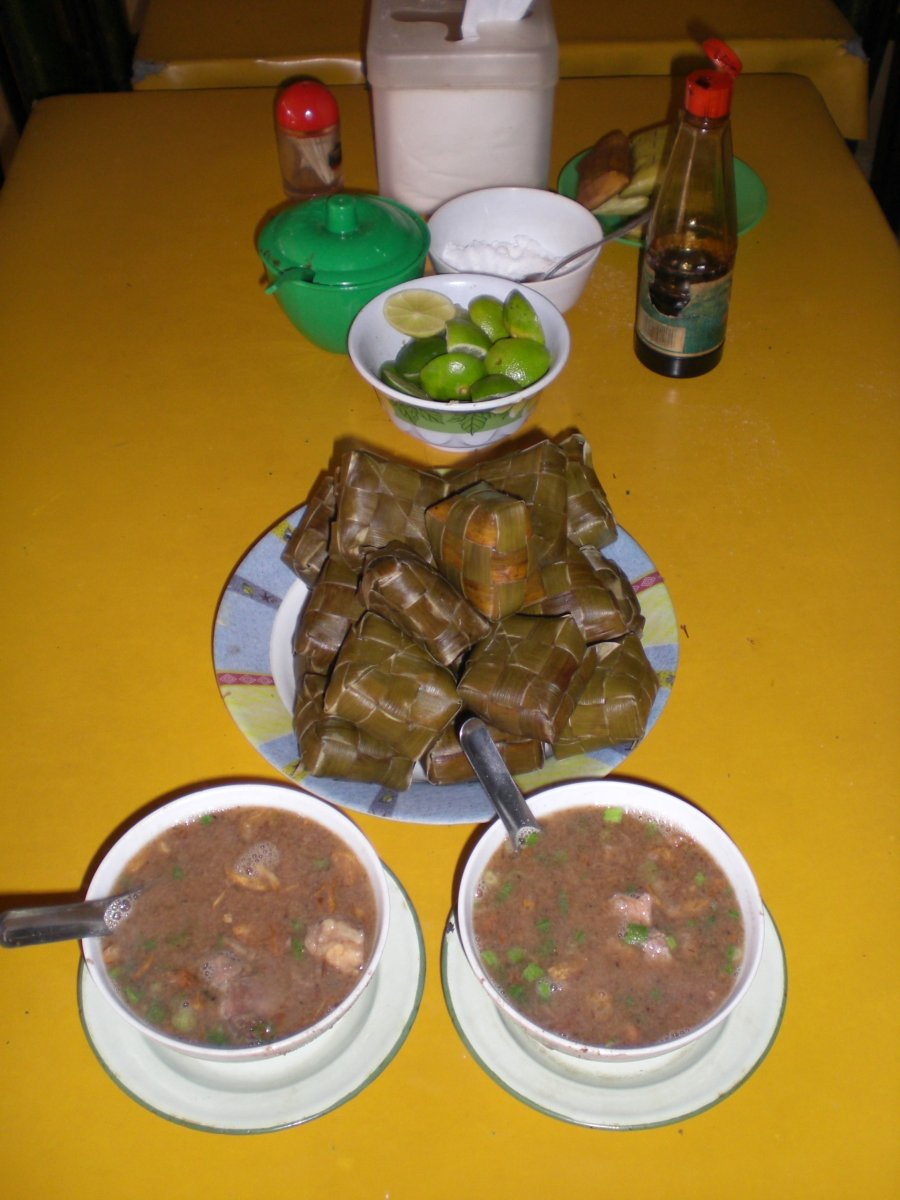
Кото-макассар

### Кухня о. Мадуро
Особливістю є досить велика роль м'яса, з якого перш за все готуються невеличкі шашлички «сате» (Мадурське сате з курятини з арахісовим соусом) і насичені гострі юшки (передусім баранячий суп Камбінг). Також широко використовується цукрова кукурудза. Страви значно солоні ніж в яванській та балійській кухнях. Поширені рибні страви з яванської кухні, в яких замість креветок або крабів застосовується морська риба.

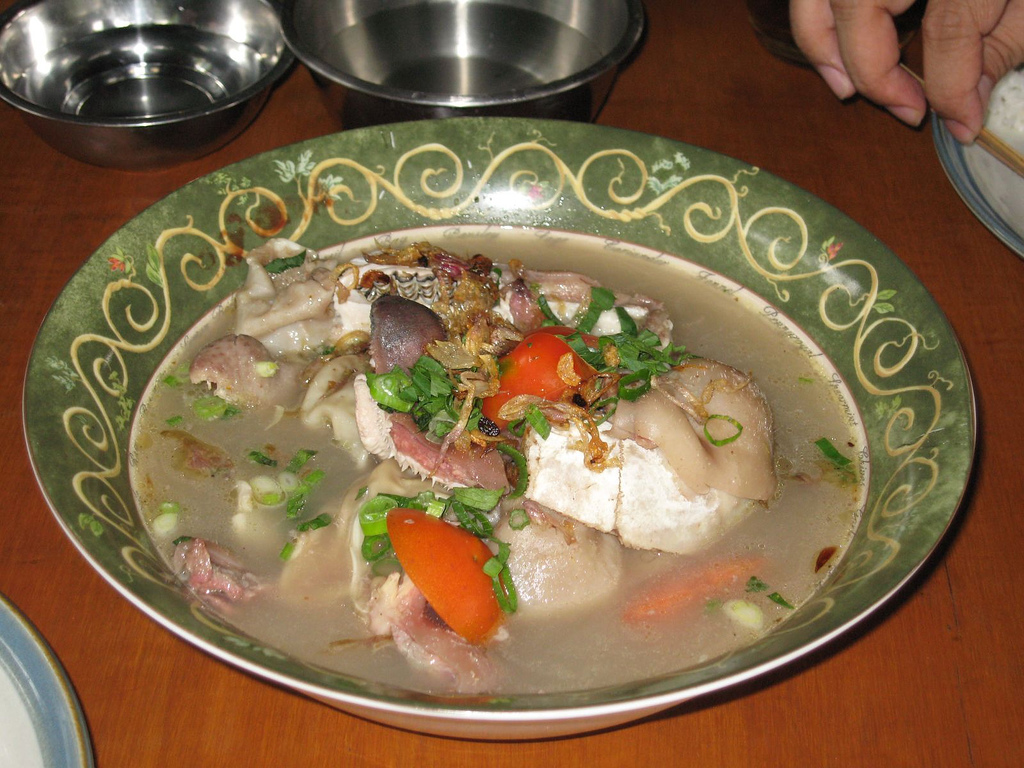
суп Камбінг

### КухняАчех
Сформувалася під впливом арабської та індійської кухні. Тому тут широко поширенні карі, що отримали назву каре або гулаї. Це страви з кокосу, яловичини, кози, риби чи птиці, також виготовляються з тофу, овочів та джекфрутів. Популярним також є хлібобулочні роті, мі-ачех (дуже пряна рисова локшина з м'ясними шматочками), насі-гуріх (рис на пару в кокосовому молоці та зі спеціями).

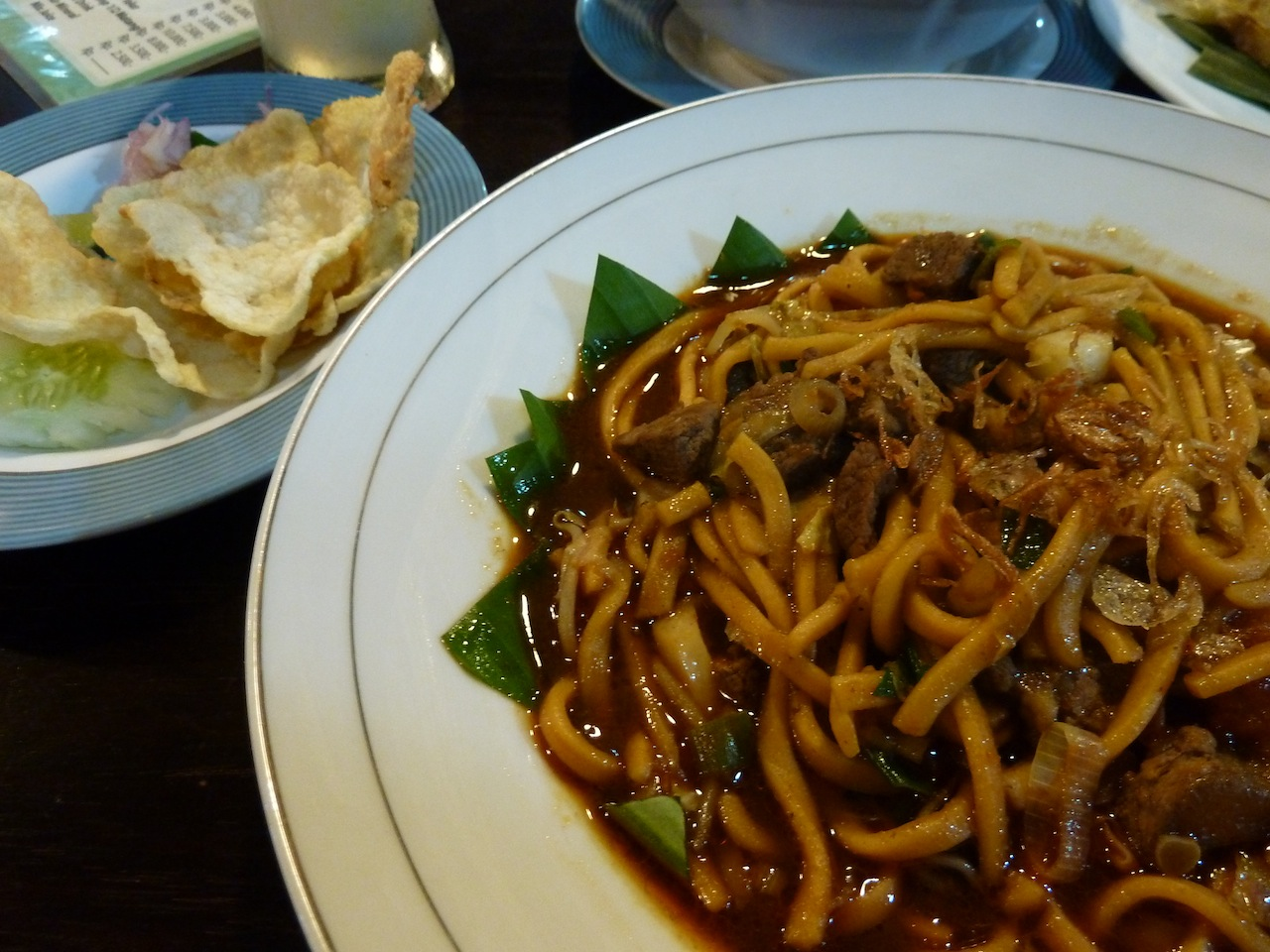
Мі-ачех

### Моллукська кухня

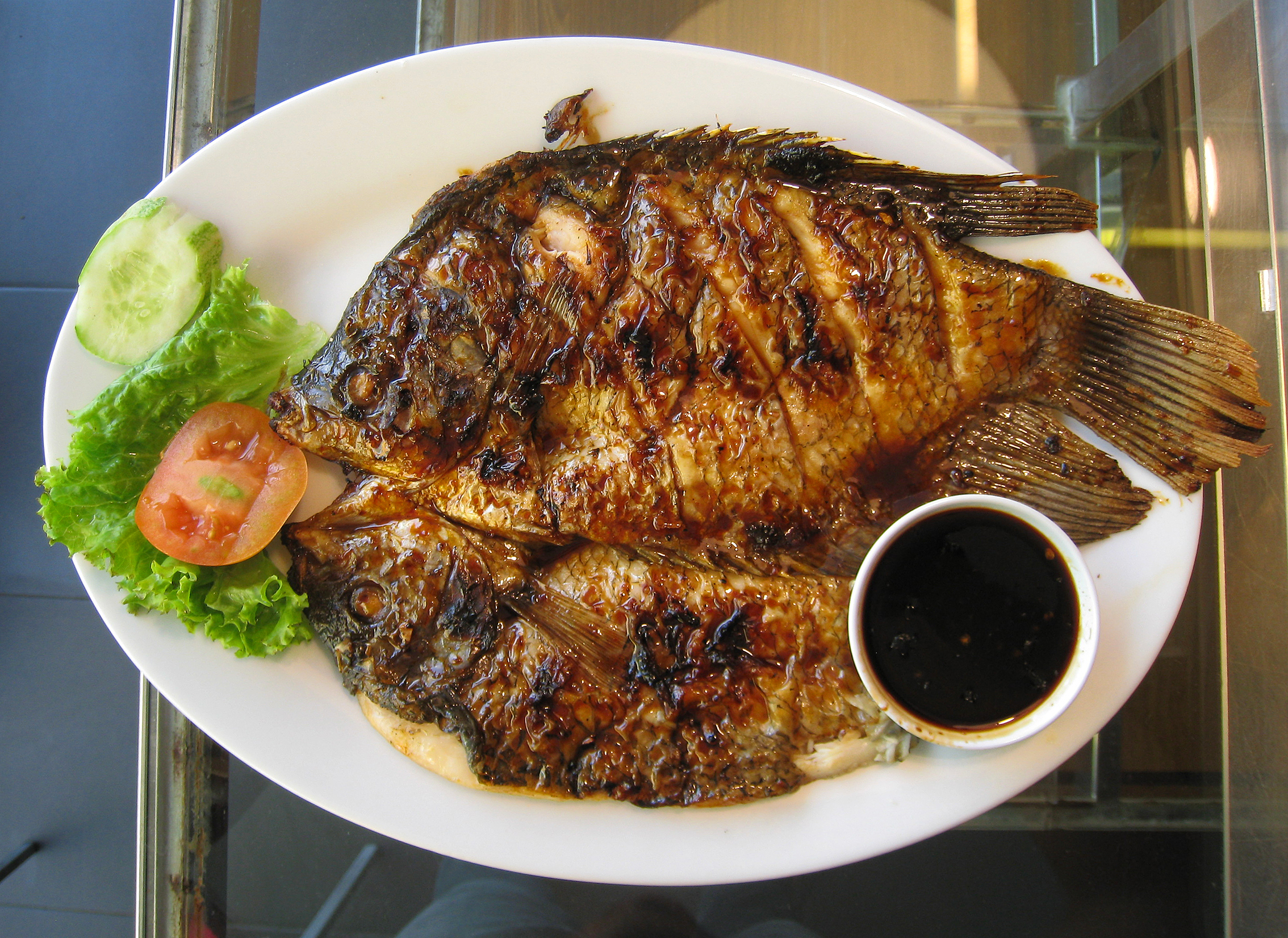
Ікан-бакар

Особливістю є незначне вживання рису (на відміну від більшості регіонів Індонезії). Тут основними продуктами є касава, кукурудза, сагова пальма. Серцевина останньої перетирається на борошно, з якої готується різна випічка, а також густа клейка каша папеда, що користується особливою популярністю у народів східної Індонезії як самостійна страва або гарнір до інших страв. Також в кухні багато використовується риби та морепродуктів, які переважно готуються на грилі (ікан-бакар) або додають в юшки.
Для неї характерно застосування суто місцевої суміші спеції, яка називається коло-коло. Складається з нарізаного червоного перцю чилі (у значній кількості), тайського перцю (тут називається пташине око), цибулі, червоних та зелених помідорів, солі, цукру, соку каламондину (місцева назва лимонний кує або джерук-кестурі), який іноді замінюється кафрським лаймом чи лимонним соком. Вишуканість та неповторність надають лимонний базилік, філіппінський канарій і тахі-мін'як або ампас-мін'як (залишок кокосової олії після приготування, що має чорний колір), карамелізований раробанг (макуха після приготування кокосової олії).

### Новогвінейська кухня
Основу споживання ставлять страви з м'яча, дичини, касави, кукурудзи, саго, комах. У папуаських народів практикується запікання свинячих туш — цілком або розрубаних на великі шматки — в ямах, викладених розпеченими каменями і прикритими листям і дерном: під час великих общинних урочистостей таким чином можуть одночасно готуватися десятки свиней, забитих безпосередньо перед запіканням в ході особливої церемонії.

## Етнічні особливості

### Малайська кухня
Особливістю цієї кулінарії є широке використання різноманітних риб та морепродуктів, м'ясо — значно рідше (буйволятина, козлятина та ягнятина). Основою багатьох стравою є креветки. В багато в чому схожа на малайзійську, паданську та ачеську кухні. Тому тут поширені страви насі-лемак, насі-улам, гулаї, асам-педас, пінданг, леманг та ренданг.
Головними спеціями є цимбопогон і китайський калган, а також перець чилі, часник і цибуля. Широко застосовуються специфічні соуси — з дуріану (темпояк) та креветок (самбал-белакан). В більшу частину страв додається кокосове молоко.

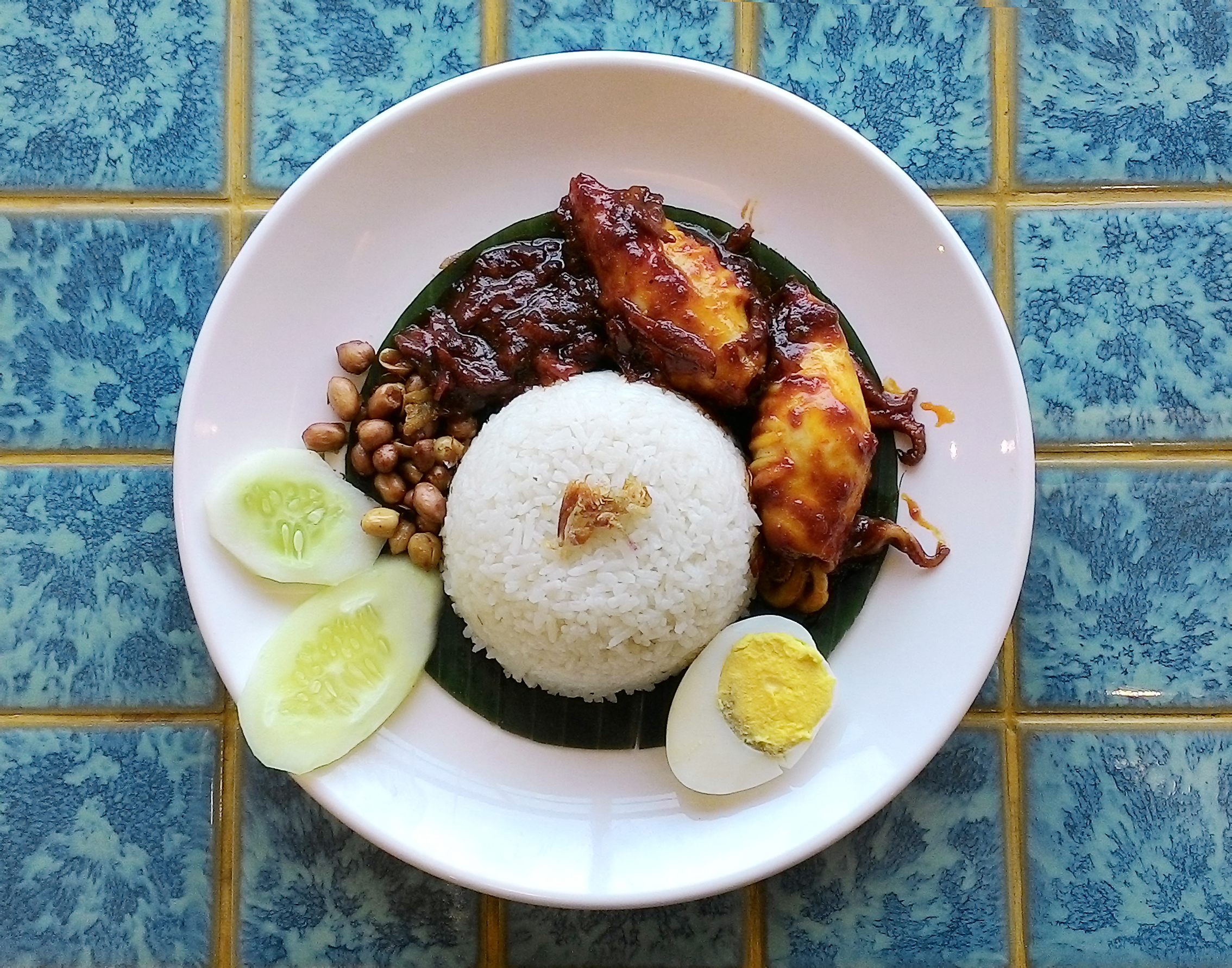
Насі-лемак

### Сунданська кухня
Поширена серед народності сунданці в Західні Яві (тому також відома як західнояванська кухня). Характеризується вживається свіжих, сирих овочів та фруктів у великій кількості. Більшість страв є доволі гострими. В ній популярні різноманітні гострі салати з різними соусами, які є окремими стравами або додатком до вареного рису. Також широко поширена страва лалаб — свіжі овочі, що подаються з гострим соусом з помідорів. Часто вживаються також м'ясні та овочеві супи, які готуються насамперед з яловичини, редису, тамаринду та дайкону. В якості гарніру до страв додаються смажені тофу або темпе.

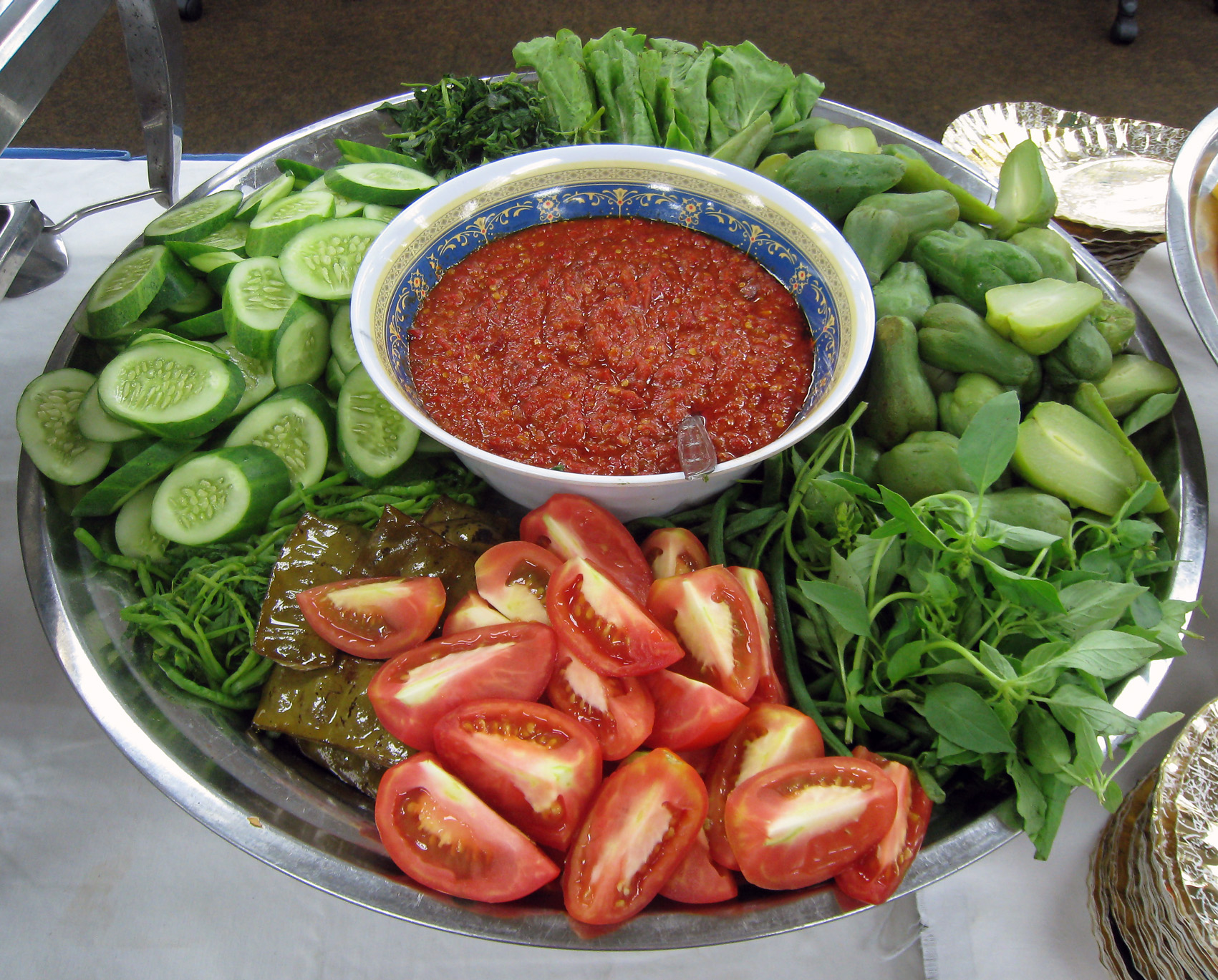
Лалаб

### Перанаканська кухня
Її особливість полягає в тому, що вона не є складовою частиною виключно індонезійської кухні, оскільки аналогічні кулінарні традиції зберігають перанакани, що мешкають в сусідніх державах — Малайзії та Сінгапурі. Крім того, в самій Індонезії вона не має скільки-небудь чіткої регіональної прив'язки в силу відсутності проживання цього народу в якійсь одній частині країни.
Для неї характерна велика різноманітність продуктів і засобів їх обробки, що близькі до китайських. Водночас використовуються спеції і прянощі, що є традиційними для індонезійців. Поширені курячі, рибні, м'ясні супи (загальна назва лакса), різні види локшини, яєчних рулетів, смажені і тушковані страви, соління й маринади, солодкі десерти. Активно використовуються свинина, яловичина, курятина, качатина, голуб'ятина, морська і прісноводна риба, морепродукти, яйця, похідні сої, зелень.
Перанаканська кухня в силу свого зв'язку з китайською кулінарією зберігає в Індонезії високий ступінь ідентичності. Разом з тим деякі рецепти засвоюються корінними жителями архіпелагу і з часом перестають сприйматися як запозичення. До таких відносяться, зокрема, багато страв з локшини, рубаних продуктів, зокрема «лумпія».

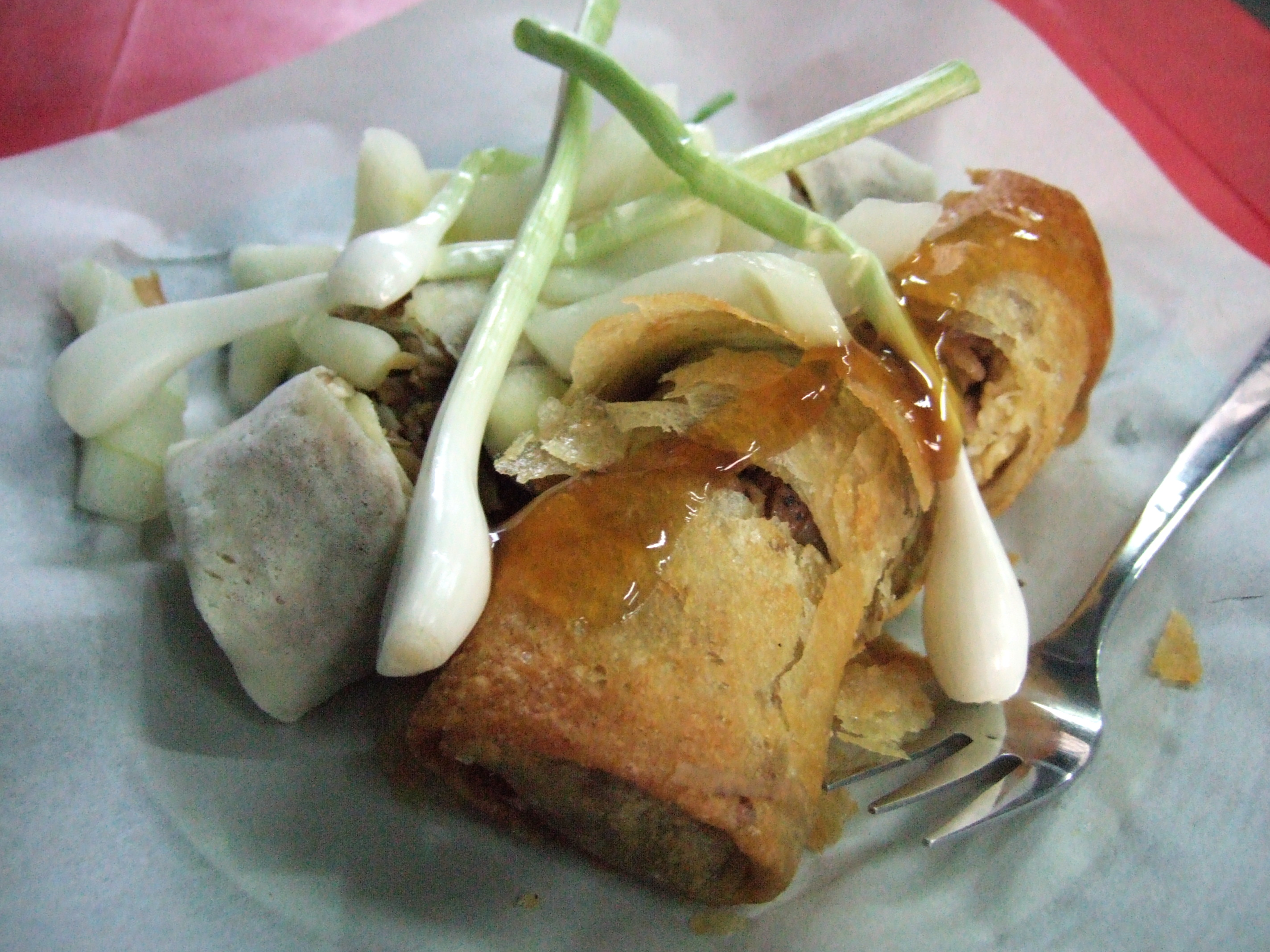
лумпія

### Банджарська кухня
Назву отримала за народністю банджар, що мешкає в провінції Південний Калімантан. Тут основними продуктами є риба та курятина. Багато страв готуються з великою кількістю часнику, соуси з різних сортів перцю, які часто мають досить яскраві кольорові відтінки.

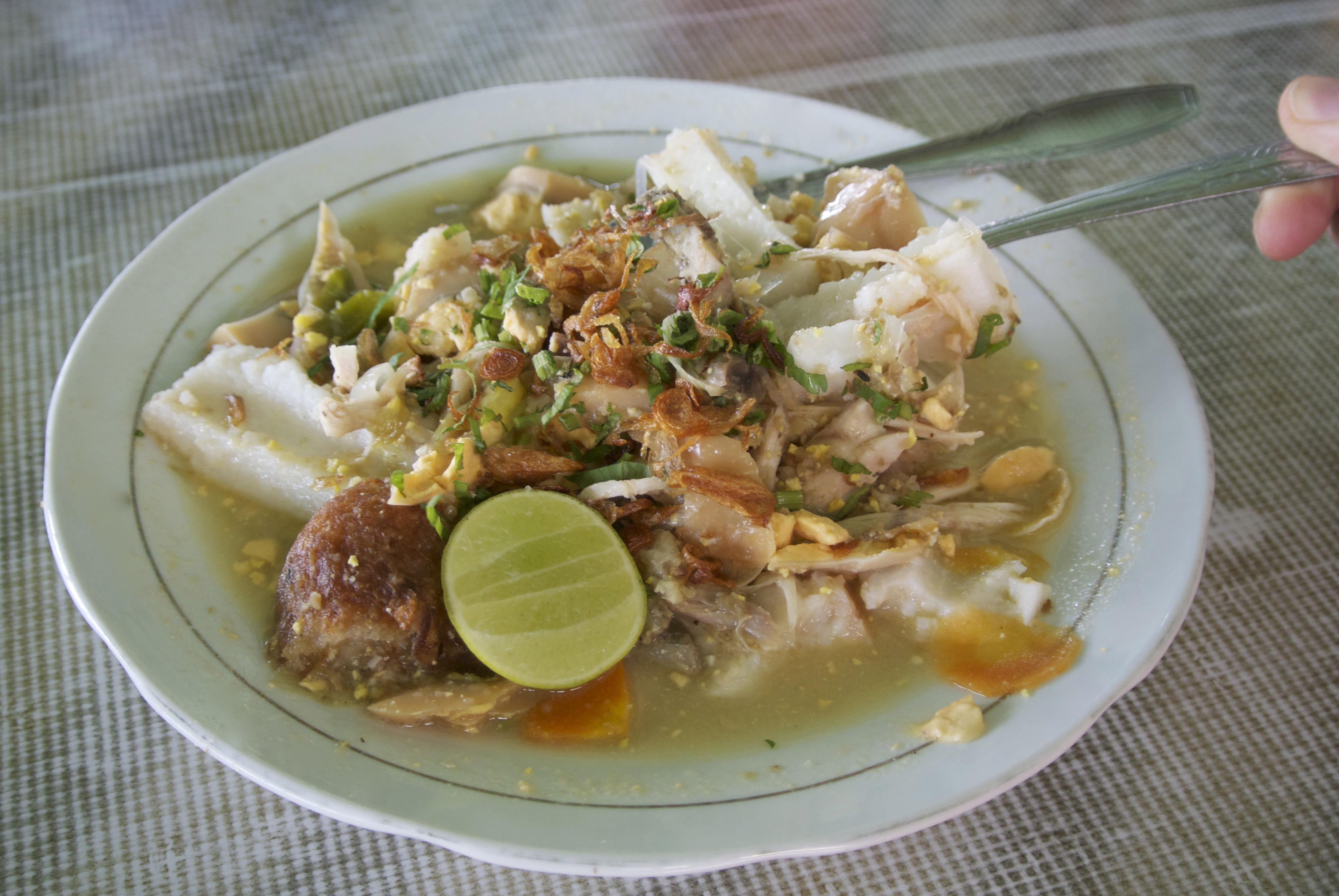
Сото-банджар
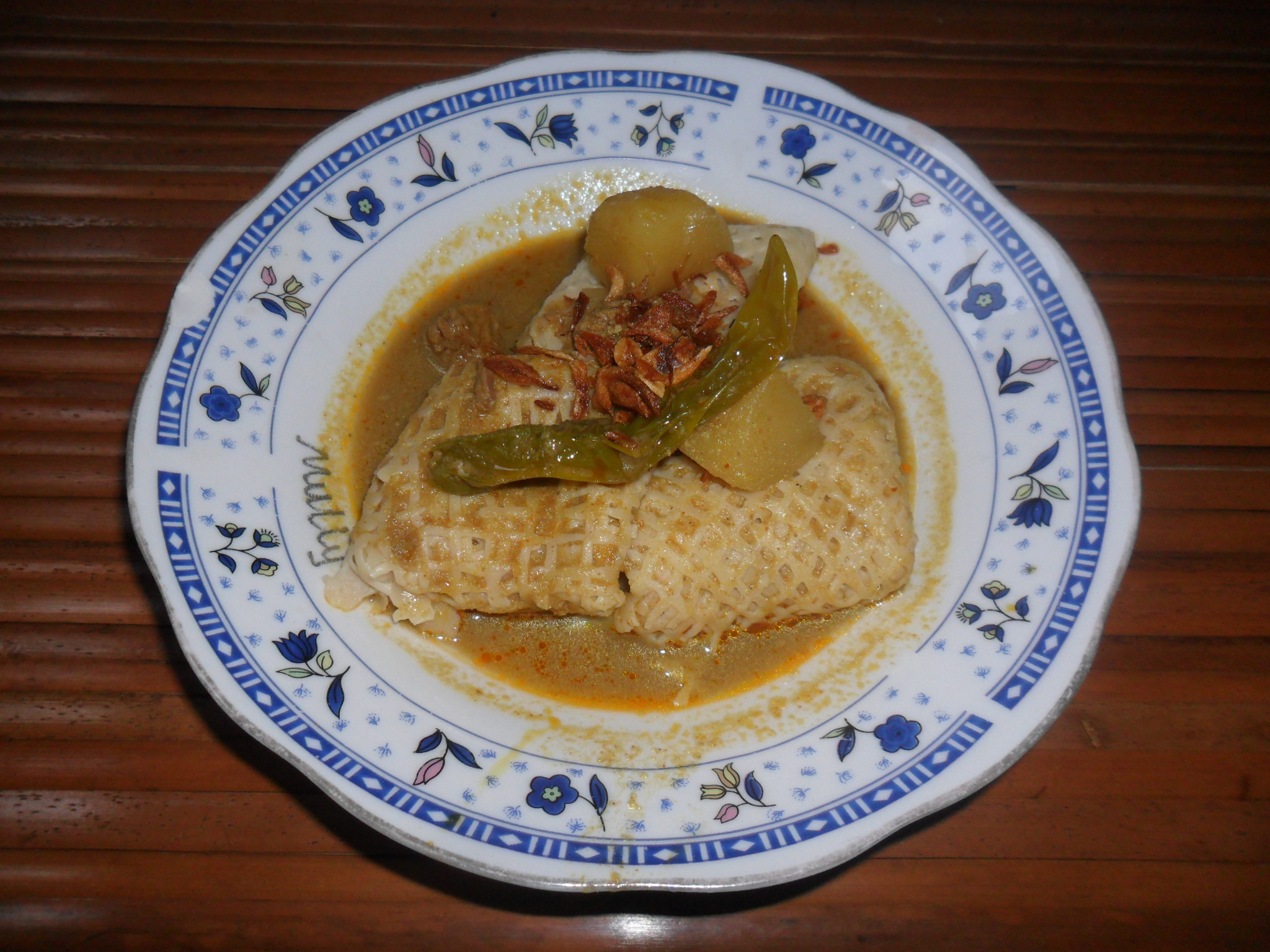
Святкова страва джурай
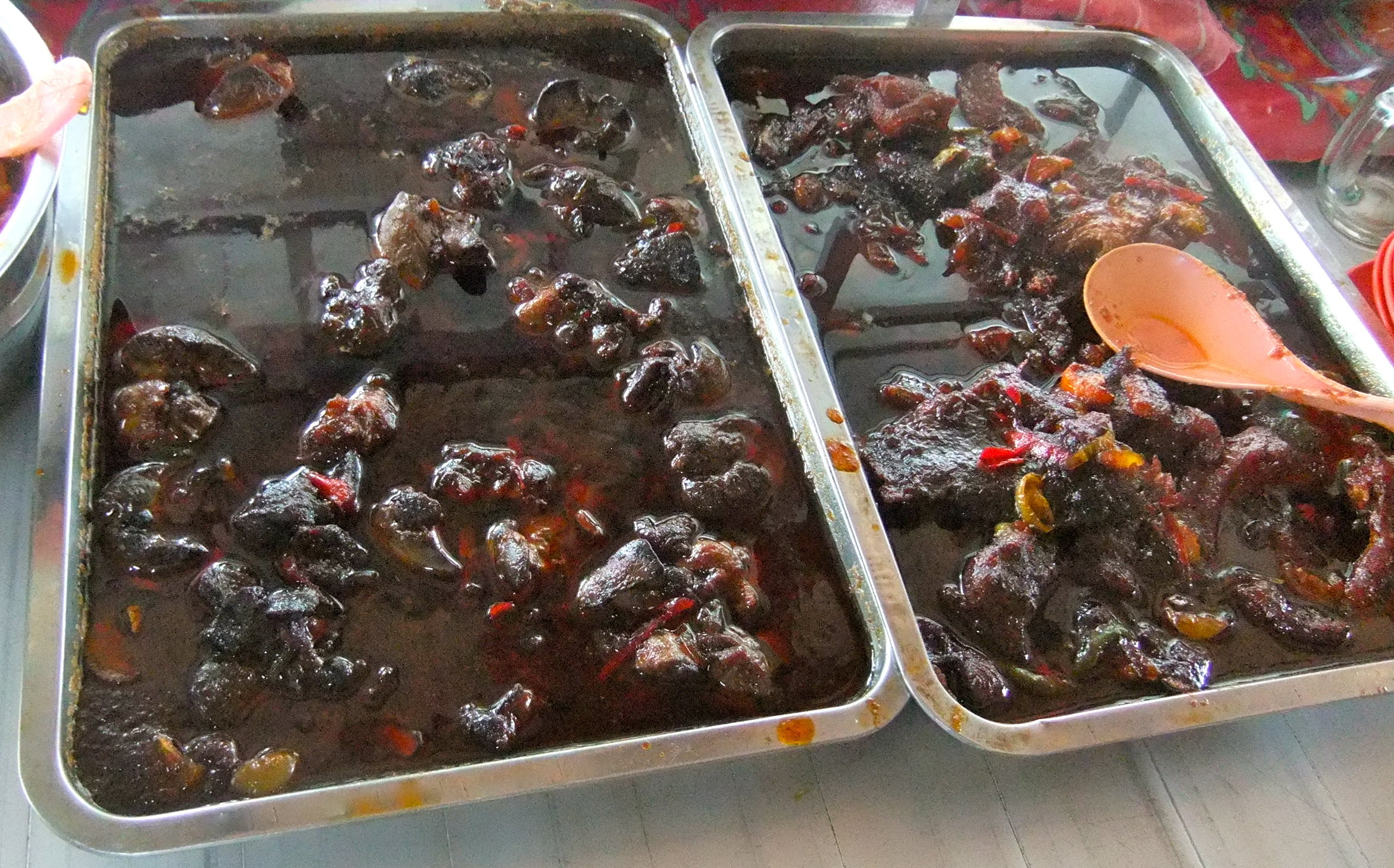
Ікан-гаруан (риба тушкована в олії з сухим перцем чилі

### Батакська кухня

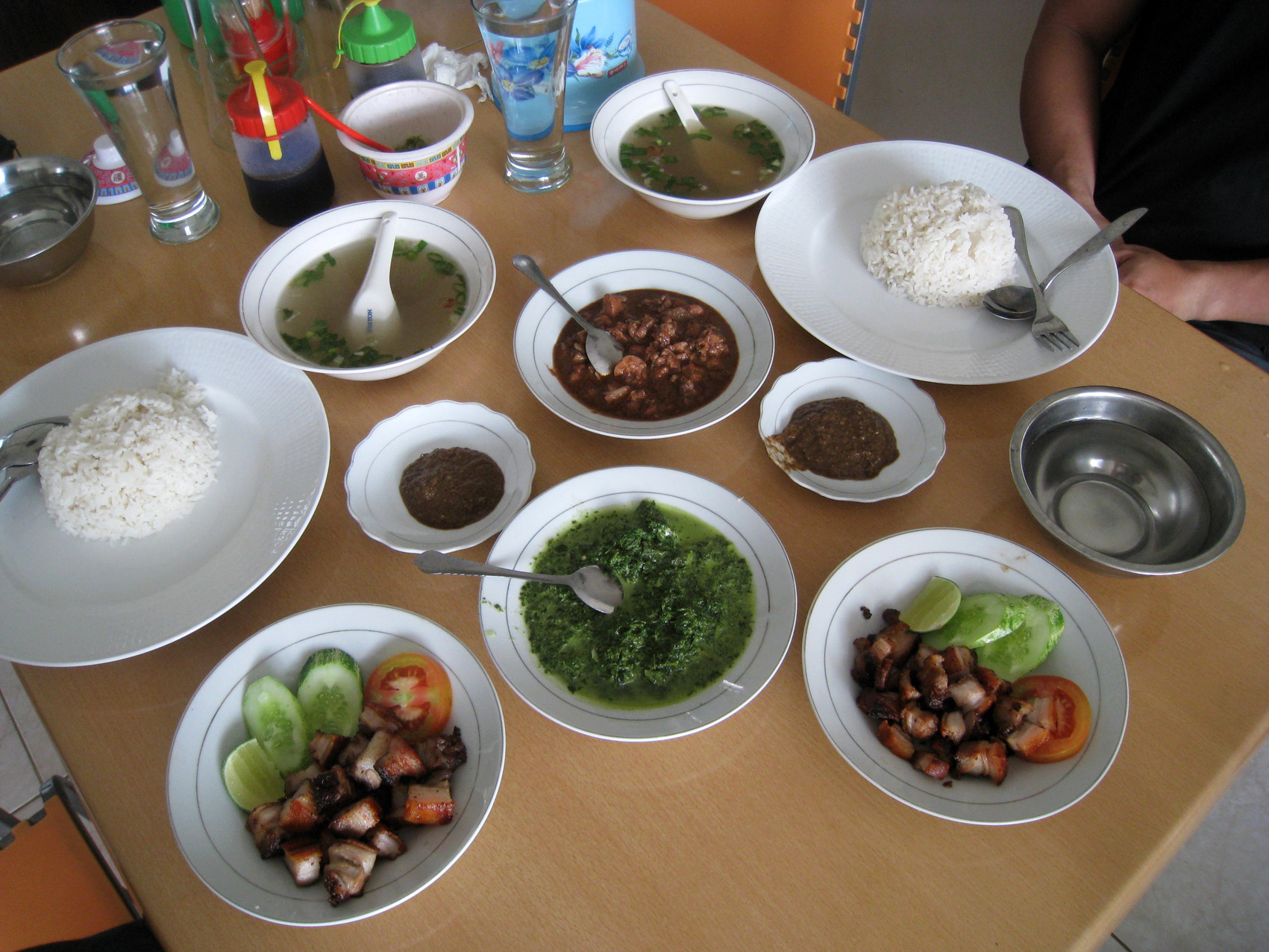
Саксанг і панганг

Поширена на північній Суматрі серед народності батаки. Особливістю є велике вживання м'ясних страв (батаки є християнами) та спеції андаліман (за смаком в чомусь схожа на сичуанський перець), що її навіть прозвали батакським перцем. Андаліман використовується практично в усіх стравах батакської кухні. Також в цій кулінарії прийнято готувати підливку або соус з крові тварин.
Для неї характерно вживання свинини та собачатини, з яких готовиться улюблена страва сансанг (дрібні шматочки м'яса в гостро-солодкому соусі з кокосового молока, різних перців, лаврового листя, коріандру, цибулі-шалоту, часнику, цимбопогону, імбиру, китайського калгану, куркуми та андаліману (з цитрусових). Зі свинини готується інша поширена страва — бабі-панганг (свинина відварюється в оцті та власній крові, а потім смажиться).
Мешкання біля річок та узбережжя моря сприяло тому, що в кухні батаків присутні страви з риби та морепродуктів (останніх менше). Особливо улюбленою є арсік — страва з коропа, до якого додаються численні прянощі та спеції, а також зелень.

## Вживання
Раніше їжа подавалася на листках банана і інших рослин, а також в плетеному чи дерев'яному посуді. Тепер цей спосіб подачі більше поширений в сільській місцевості або в закладах громадського харчування, які прагнуть підкреслити місцевий колорит.
Вже до середини XX століття поширення набула європейський столовий посуд — різні види тарілок і мисок, стакани, а також європейські столове начиння — ложки і виделки. При цьому застосування останніх серед більшості індонезійців має свою специфіку — вони застосовуються одночасно, виделка грає роль столового ножа: з її допомогою їжа не наколюється, а розділяється на невеличкі порції і накладається до ложки. Столовий ніж, в свою чергу, широкого поширення не набув.
Палички для їжі застосовуються переважно в середовищі етнічних китайців або в закладах громадського харчування, що спеціалізуються на китайській і перанаканській кухнях. Серед частини населення деяких регіонів збереглася традиційна манера їжі — руками. При цьому подрібнені продукти, підливи і соуси зазвичай збираються з тарілки з допомогою грудочки вареного рису або крупуку. наприкінці запивається чаєм або кавою.